# Аэлита (роман)
«Аэли́та» — фантастический роман Алексея Николаевича Толстого о путешествии землян на Марс. Текст написан в основном в эмиграции, первое издание вышло в Петрограде в 1923 году и неоднократно перепечатывалось. В 1935—1938 годах автор глубоко переработал текст для Детгиза и Гослитиздата, сделав его более эстетически выверенным и исключив много мистических эпизодов и элементов; в жанровом отношении он превратился в повесть. Таким образом, «Аэлита» входит в ряд произведений А. Толстого, существующих в двух сильно отличающихся вариантах при неизменности фабулы.
Основой сюжета является полёт инженера Мстислава Сергеевича Лося и солдата Алексея Ивановича Гусева на Марс, где они обнаруживают высокоразвитую цивилизацию. Правители марсиан являются потомками древних атлантов, перелетевших двадцать тысяч лет назад на красную планету. Инженер Лось влюбляется в дочь «властелина над всеми странами Тумы» (Марса) Аэлиту; Гусев, подружившись с племянницей управляющего Ихой, намеревается устроить революцию на планете с целью последующего присоединения Марса к РСФСР. Однако эти мечты оказались несбыточными: Тускуб, отец Аэлиты, повелел убить пришельцев, революция захлебнулась в крови. Путешественникам удаётся спастись от преследований армии Тускуба и вернуться на Землю. В финале Лось принимает на радиостанции таинственные сигналы из космоса, в которых узнаёт голос Аэлиты.
Первоначально эмигрантские и советские критики (не исключая И. Бунина, К. Чуковского, В. Шкловского и Ю. Тынянова) негативно восприняли роман, считая его подражательным и «легковесным». Более позитивно восприняли произведение Максим Горький и Лев Карсавин (особенно последний). Со временем «Аэлита» была оценена как органическая часть творчества А. Толстого, воплощавшая его характерные стилистические и идеологические мотивы, выражавшая творческую свободу и возможность жанрово-стилистических экспериментов. После 1939 года повесть постоянно переиздаётся и превратилась в классику детско-юношеской литературы.
В странах бывшего СССР «Аэлита» сделалось популярным женским именем, также используемым для разнообразных учреждений сферы обслуживания. Этим именем названы фестиваль и награда в области фантастической литературы.

## Сюжет
Примечание: Детали сюжета и цитаты приводятся по первоначальной редакции романа.
Четырнадцатого августа «21 года» корреспондент американской газеты Скайльс замечает на улице Красных Зорь в Петербурге странное объявление, написанное чернильным карандашом. Некий инженер Мстислав Сергеевич Лось приглашает желающих в экспедицию на Марс. Инженер демонстрирует Скайльсу летательный аппарат в виде огромного стального яйца и заявляет, что достигнет Марса за девять или десять часов. Уже несколько лет крупные радиостанции Земли принимают непонятные сигналы. Лось уверен, что они идут с Марса и на планете есть разумная жизнь. Вечером того же дня к Лосю заходит солдат Алексей Иванович Гусев, читавший объявление, и соглашается лететь. Он женат, но бездетен, всю жизнь занимается войной и революцией («Четыре республики учредил, в Сибири да на Кавказе, и городов-то сейчас этих не запомню»). В ночь перед полётом Лось не спит, вспоминает умершую жену Катю, которую очень любил. Покинуть Землю инженер хочет из-за тоски по любимой женщине, но понимает, что не сможет бежать от самого себя. Гусев тоже прощается с женой Машей, которую любит по-своему, но не в состоянии долго усидеть на одном месте.
После перелёта через космическое пространство (миновав осколок разбитой планеты «с развалинами уступчатых башен») Лось и Гусев садятся на поверхности Марса. Воздух оказался годен для жизни, вокруг простиралась «оранжево-апельсиновая плоская равнина», поросшая высокими кактусами, которые оказываются живыми растениями. Вскоре выясняется, что кактусы растут рядами — это возделанное поле. Немного спустя путешественники увидели первого марсианина — краснокожего, очень похожего на земного человека — на летающем устройстве с крыльями. Накричав на путешественников за поваленные кактусы, марсианин бросает им мешок с провизией и улетает. Далее Лось и Гусев отправляются исследовать окрестности и натыкаются на развалины, Гусев определяет, что строения взорваны — видимо, здесь была война. В одном из брошенных домов Лось находит библиотеку и странные статуи и мозаики, а Гусев — экран, который демонстрирует картины большого города. На закате путешественники успели вернуться к своему аппарату, подвергшись нападению гигантских пауков; Лосю не спится, и он предаётся тяжёлым думам. Утром пришельцев будит шум винтов — прибыл большой летающий корабль. Начальник марсиан — с голубым лицом, в чёрных одеждах, — оставляет охрану и везёт Лося и Гусева за горный хребет Лизиазира, через равнину под названием Азора, «цыплячьи, весенние луга, которые вспоминаются во сне в далёком детстве», усеянные огромными водохранилищами и каналами. В столице Азоры, городе Соацере, путников встречает изумлённая толпа во главе с чернобородым марсианином. Он распоряжается отправить землян в поместье, окружённое рощей с лазоревой листвой. Несмотря на комфорт и изысканную пищу, Гусев недоволен. Он жаждет действия и «документика о присоединении Марса» к Советской Республике. Лось же считает, что с Марса они должны вывезти мудрость этого мира.
Обучением пришельцев занялась Аэлита — дочь чернобородого марсианина. Имя её означает «Видимый в последний раз свет звезды». Она описана как нежная девушка с чуть удлинённым бело-голубым лицом и «огромными зрачками пепельных глаз». Контакт начинается с демонстрации туманного шара, отражающего воспоминания. За семь дней путешественники в совершенстве овладевают марсианским языком.

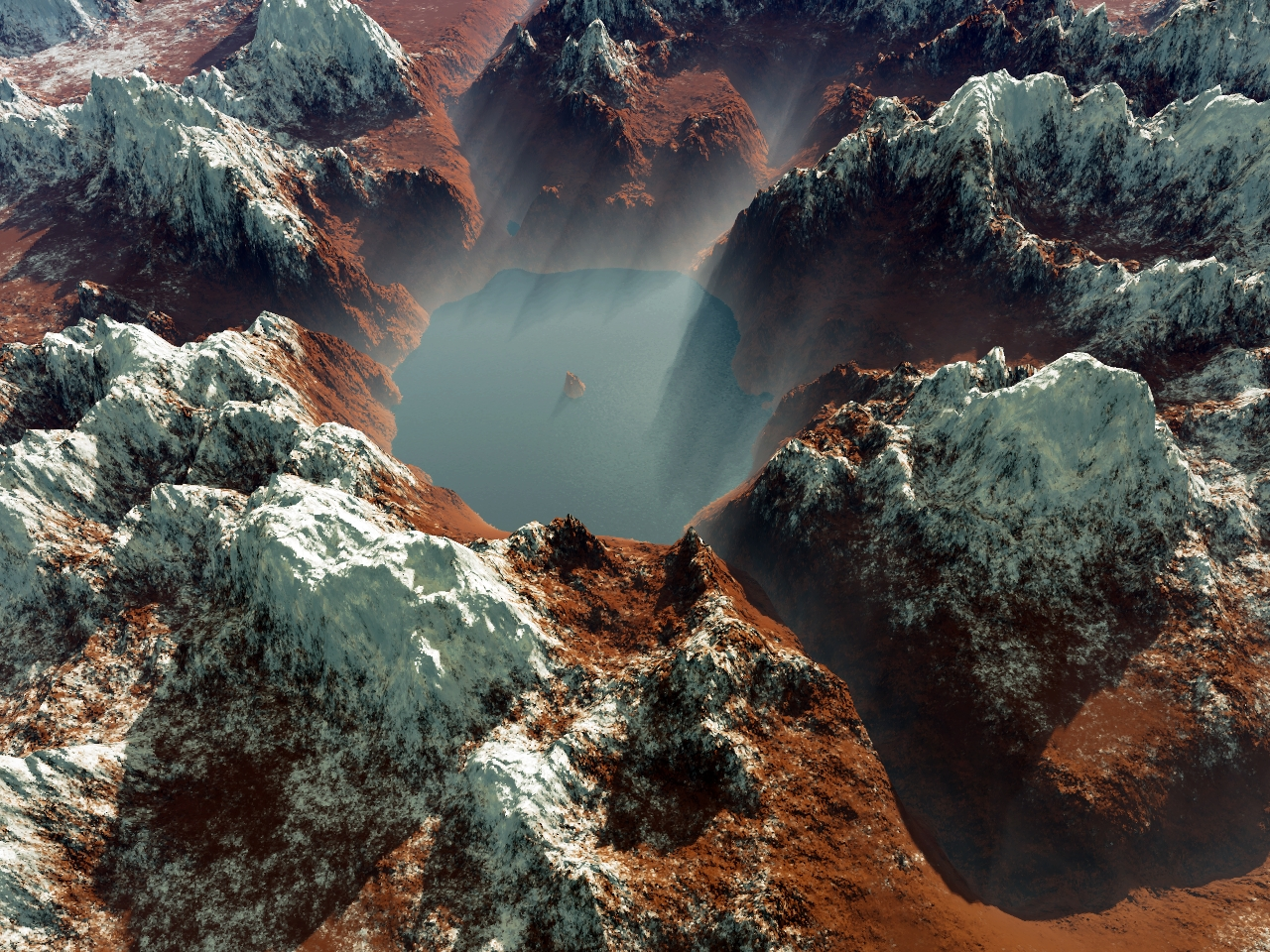
Горы Лизиазиры и священный гейзер Соам. Фантастическое изображение Димитра Найденова

Аэлита рассказывает историю Марса. Двадцать тысячелетий назад планету Марс (туземное её название — Тума) населяла оранжевая раса Аолов. Среди Аолов объявился сын пастуха, который пророчествовал о Сынах Неба и проповедовал непротивление злу («закопай несовершенство под порогом…, стань тенью зла») и омовение в горном гейзере Соам. Старейшины сговорились и убили его. Но вскоре начался конец света: звезда Талцетл (Земля) «сияла, как злой глаз», а с небес сорок дней и сорок ночей падали бронзовые яйцевидные аппараты, откуда вышли свирепые Сыны Неба — Магацитлы. Они поработили равнинных марсиан, принуждая их пахать землю, рыть каналы и строить водохранилища. Началась война племён с пришельцами. Марсиане снова вспомнили учение сына пастуха, ушли в горы Лизиазиры, построили там Священный Порог, под которым похоронили зло и очистились, пройдя через огонь. Магацитлы подавили сопротивление, но к Священному Порогу приблизиться не посмели и не трогали верующих в пастуха. У Сынов Неба не было женщин, и тогда они послали к Аолам прекрасного лицом вестника, просившего отдать дочерей марсиан в жёны сыновьям Земли. От этого союза произошло голубое племя Гор, была построена столица Соацера (Солнечное селенье), и Марс начал процветать. Но, когда умер последний пришелец с Земли, с ним ушло и знание. Спустя много тысяч лет потомки племени Гор снова прочли тайные книги землян.
Пока Лось общался с Аэлитой, Гусев познакомился с её служанкой, племянницей управляющего, — смешливой смугло-синеватой, полненькой Ихой (прозвав её «Ихошка»). От неё Гусев узнаёт, что чернобородый марсианин Тускуб — глава Марса. Она показывает землянину систему видеосвязи: Алексей наблюдает за толпой, вдыхающей наркотический дым хавры, а потом случайно переключается на заседание правительства. Из выступления Тускуба Гусев узнаёт, что землян хотят убить.
Тем временем Аэлита рассказывает Лосю, что удалось прочитать в книгах Магацитлов. Они были последними атлантами. Атлантиду покоряли тысячи племён и растворялись в ней, делая страну богаче и могущественнее. Однако, когда наступила эпоха мира, атланты овладели древней магией мгновенного высвобождения жизненной силы и раскололись на два ордена — светлых и чёрных, между которыми началась война. Чёрные назвали себя Магацитлами, что означает «беспощадные». Погубив материк, утонувший в водах океана, главы ордена улетели на Марс в яйцеобразных аппаратах.
Гусев продолжил исследование Соацеры и заметил первые признаки народных волнений: назревала борьба между Тускубом и вождём рабочих, инженером Гором. Чтобы прекратить борьбу и предотвратить революцию, Тускуб решает разрушить город — гнездо порока и дать миру «умереть спокойно и торжественно». Гор выступает против этого, надеясь на помощь землян. Гусев решает вмешаться в революцию и зовёт Лося с собой, но тот влюблён в Аэлиту, и не присоединяется к товарищу. Тускуб передаёт Аэлите яд для пришельцев, однако она увозит возлюбленного на воздушной лодке в горы — в пещеры Священного Порога. Там она совершает старинный ритуал и становится женой Лося, хотя была посвящена древней царице Магр и под страхом смерти должна оставаться девой.
Пробудившись от любовного наваждения, Лось возвращается в сожжённое поместье Тускуба. Умирающий марсианин передаёт ему записку Гусева, инженер садится на летающую лодку Тускуба и отправляется в эпицентр революции. Гусев и инженер Гор к тому времени захватили арсенал, вооружили рабочих и уничтожили эскадрилью военных кораблей. Однако войска Тускуба отступили в огромный подземный лабиринт, соединяющий почти все города Марса. Ночью его армия атакует город, взрывает арсенал и уничтожает воздушный флот повстанцев. В последний момент Лось вытаскивает Алексея Гусева, герои, простившись с умирающим Гором, спускаются в лабиринт. Герои блуждают во тьме, находят провал, заполненный пауками, и выходят недалеко от поместья Тускуба. Слуга отвозит их к Священному Порогу. Лось, проведя ночь с Аэлитой, хочет взять её с собой на Землю, но прибывший Тускуб забирает Аэлиту, его солдаты тяжело ранят Лося (в последний момент он выпивает яд, хранившийся у марсианки). Гусев находит Лося и вместе с ним летит к «яйцу». Прогнав марсиан, уже разрушающих аппарат, Гусев поднимает космический корабль. В космосе Лось приходит в сознание и обнаруживает провалы в памяти. Ему кажется, что Марс и Аэлита — только сон. Вскоре «яйцо» попадает в хвост кометы, которая направляет аппарат к Земле. Лось и Гусев приземлились на берегу озера Мичиган третьего июня «25 года». Для путешественников экспедиция заняла несколько месяцев, а на Земле прошло четыре года.
Вернувшиеся с Марса люди становятся знаменитыми. Скайльс заплатил большую сумму за путевые заметки Лося. Инженер пытается построить на одном из заводов Петербурга двигатель марсианского типа («Предполагалось, что его двигатель перевернёт все устои механики, все несовершенства мировой экономики. Лось… мало верил в то, что какая бы то ни было комбинация машин способна разрешить трагедию всеобщего счастья»). Он вспоминает Аэлиту и тоскует по любимой. Гусев объехал весь мир с рассказами о марсианских приключениях, «изолгался вконец» и основал в России «Ограниченное Капиталом Акционерное Общество для Переброски Воинской Части на Планету Марс в Целях Спасения Остатков его Трудового Населения». В финале романа в бурный зимний вечер за Лосем заезжает Гусев. Уже неделю радиостанция Марсова поля ловит неизвестные сигналы «чрезвычайной силы»:

Словно тихая молния пронзил его неистовое сердце далёкий голос, повторявший печально на неземном языке: 

— Где ты, где ты, где ты?
Голос замолк. Лось глядел перед собой побелевшими, расширенными глазами… Голос Аэлиты, любви, вечности, голос тоски, летит по всей вселенной, зовя, призывая, клича, — где ты, где ты, любовь?

## История создания и публикации

### Замысел и идейный посыл
А. Н. Толстой начал писать роман о Марсе в 1921 году, находясь в Берлине. Вероятно, исходный мотив был сугубо коммерческим: нужно было успеть к великому противостоянию красной планеты, которое проходило в 1924 году. Однако, по мнению Е. Толстой, основные импульсы к написанию «Аэлиты» и обращению к теме космической фантастики вообще коренились в творчестве и влиянии на Алексея Николаевича двух несхожих писателей — Андрея Белого и Валерия Брюсова. Вполне вероятно, что Толстой присутствовал на лекции А. Белого 14 декабря 1921 года в честь открытия берлинского «Дома искусств», организацией которого занимались они оба. Лекция была вводной для целой серии «Культура в современной России» и содержательно была построена на контрасте между ужасами голода и разрухи и одновременным невероятным духовным взлётом. 5 марта 1922 года в газете «Голос России» вышла статья А. Белого «О духе России и о „духе“ в России», в которой речь шла о «космическом сознании России»; соположении России и космической темы, отождествлении России с Марсом и его каналами. В июне 1922 года семейство А. Н. Толстого обосновалось в Миздрое, откуда он сообщал К. Чуковскому: «В сентябре кончаю новый роман „Аэлита“, — это сплошь из жизни носорогов, — место действия на Марсе. Вот волюшка-то для фантазии!»
Многие критики, включая западных, отмечали, что ключевой для марсианских глав «Аэлиты» конфликт между Тускубом, желавшим достойно и спокойно встретить неминуемую гибель своей вырождающейся планеты, и вождём восставших Гором, противопоставляющим ему надежду на вливание юной земной крови, явно восходит к утопической драме Брюсова «Земля» 1904 года. Судя по переписке писателей 1910 года, Алексей Толстой высоко оценивал «Землю» и 22 октября сообщал Валерию Яковлевичу, что «фантастика — коренная и мало применённая область театра». Е. Толстая высказывала предположение, что во время краткого сотрудничества Толстого и Брюсова в Наркомпросе 1918 года, Алексей Николаевич мог узнать о замысле научно-фантастического романа о путешествии на Марс. К 1918—1919 годам относился неоконченный научно-фантастический рассказ Брюсова «Экспедиция на Марс». Тематикой космических полётов Толстой увлекался в Париже, и в «Хождении по мукам» появился анархист Жиров с его в буквальном смысле космическими прожектами.
В условиях сменовеховского поворота А. Толстого в Берлине и принятого им решения вернуться на родину обращение его к фантастике было совершенно естественным. Текст о полёте на Марс, совершённом из Советской России, позволял проводить неполитическую апологетику России. По словам Е. Толстой: «Страна с такой высотой утопических мечтаний заслуживала к себе нового, более серьёзного отношения».

### Издания. Текстовые варианты
Печатание романа началось в «Красной нови» (с шестого номера 1922 по второй — 1923 года), и в 1923 году последовало два книжных издания: в Москве и в Берлине (в старой орфографии). Судя по тому, что разрезаны страницы журнального номера, «Аэлиту» читал И. В. Сталин. Е. Толстая отмечала, что эти три варианта — журнальный и книжные — составляют единый текст, разночтения были минимальны. Важным различием советского журнального и книжного изданий был подзаголовок «Закат Марса», который отсутствовал в эмигрантском издании и впоследствии был снят окончательно. В таком виде роман перепечатывался вплоть до конца 1920-х годов, хотя в него вносились автором мелкие правки. Между 1935—1938 годами А. Н. Толстой провёл глубокую переработку текста, этот вариант стал каноническим, воспроизводился в полном собрании сочинений и с тех пор стал одним из самых популярных фантастических произведений в Советском Союзе.
Правки носили как стилистический, так и политико-идеологический характер. В первоначальной редакции причины бегства инженера Лося с Земли были почти исключительно политическими: «Земля отравлена ненавистью, залита кровью. Недолго ждать, пока пошатнётся даже разум, единственные цепи на этом чудовище». В рассуждении Лося о счастье сразу после прибытия на Марс убраны намёки на то, что творилось в оставленной им России, «земли, политой кровью». По мнению Е. Толстой, во фрагменте о построении нового мира «на иных, новых законах справедливости, милосердия и законности желания счастья» содержалась прямая цитата из второго параграфа американской Декларации независимости. «Ядро мужественных и суровых людей» из того же фрагмента в 1930-е годы скорее ассоциировалось с фашистами. В последующих редакциях причины отчаяния Лося сводились исключительно к смерти любимой. Из книжных изданий 1923 года была убрана дважды повторённая фраза журнальной версии «На земле нет пощады». В описании религии Пастуха во фразе «Закопай свою ненависть под порогом хижины» было заменено слово: «Закопай своё несовершенство», поскольку в Советской России культивировалась ненависть к классовым врагам. В немногочисленных упоминаниях советского быта удалялись проявления крайней нищеты: в сцене запуска аппарата разговор между оборванными зрителями шёл о том, будут ли выдавать ситец и по сколько вершков — а то рубаха истлела, ходят голые; шли разговоры о продаже валюты. Убрали и упоминание слуха в толпе о «двух пудах» кокаина, который путешественники якобы везут на Марс. В ранней версии вместо Петрограда был нэповский Петербург. Новый Петербург «25 года» охарактеризован совершенно в марсианском духе, с многолюдным Невским, залитым светом, с тысячами «окон, огненных букв, стрел, крутящихся колёс под крышами»; упоминается и постройка «голубых городов». Е. Толстая приводила пример тонкой текстовой правки в контексте: в ранней версии Лось перед отлётом говорил корреспонденту Скайльсу: «До Марса ближе, чем до Стокгольма». «Из наглухо закрытой Советской России до наступления НЭПа действительно легче было податься на Марс, чем выехать в Стокгольм и вообще на Запад. В поздней версии это изменено на туманное „пешком, например, до Стокгольма“. Возможно, текст намекал, что покинуть Россию было возможно в то время, только бежав из неё пешком, по льду — в Финляндию и далее».
Причины, побудившие Лося присоединиться к марсианской революции, в первоиздании 1923 года были сугубо личными. Главный жизненный стимул инженера — устремлённость к счастью любви (как некоему всепоглощающему чувству). В самый острый момент у него «в ушах пело: к тебе, к тебе, через огонь и борьбу, мимо звёзд, мимо смерти, к тебе, любовь!» В этих линиях А. Н. Толстой последовательно убирал все упоминания Бога, Духа и даже креста на могиле жены Лося. Мстислав Сергеевич уважительно упоминал Хозяина вселенной, чьё отражение — человек, а свой побег понимал как духовное заболевание и осмысливал его как отрыв от Духа. Сидя у люка своего аппарата в первый вечер прибытия на Марс, он похож на «унылого беса». Иными словами, Лось взбунтовался против цивилизации, как Фауст возмутился против Бога. В последующих редакциях «бес» превратился во «пса», «Дух» — в «Родину», а Лось-богоборец — в бездомного эмигранта. Смягчался образ Гусева — на Марсе он первым делом тащил в карман золотые вещи и драгоценные камни («Эти вещи в Петербурге продать — десять вагонов денег. Вот дурёха-то моя обрадуется»), а в финале стал авантюристом. После приземления он «завёл себе собаку, сундук для одёжи, мотоциклет», полгода «разъезжал с импресарио по Америке и Европе», рассказывал о драках с марсианами и «молол чепуху, изолгался, вконец заскучав», и вернулся в Россию.
Во время редактуры последовательно искоренялся или смягчался мистицизм. Магацитлы изначально пользовались для движения своих летательных аппаратов «растительной силой семян» и могли управлять стихиями с помощью заклинаний, что в каноническом варианте превратилось в метафору: «свирепы, как буря», и т. д. Второй династией Атлантиды были иерофанты, но в дальнейших редакциях были оставлены только «сыны Аама» (то есть Авраама), из среды которых иерофанты происходили. При возвращении на Землю Лось и Гусев видят не серп Венеры, а серп Люцифера.
Подытоживая, С. Слободнюк утверждал:

…Несмотря на политизированность отдельных изменений, внесённых Толстым…, основной замысел автора остался без изменений и даже приобрёл более изящную, нежели ранее, форму.

### О прототипе инженера Лося

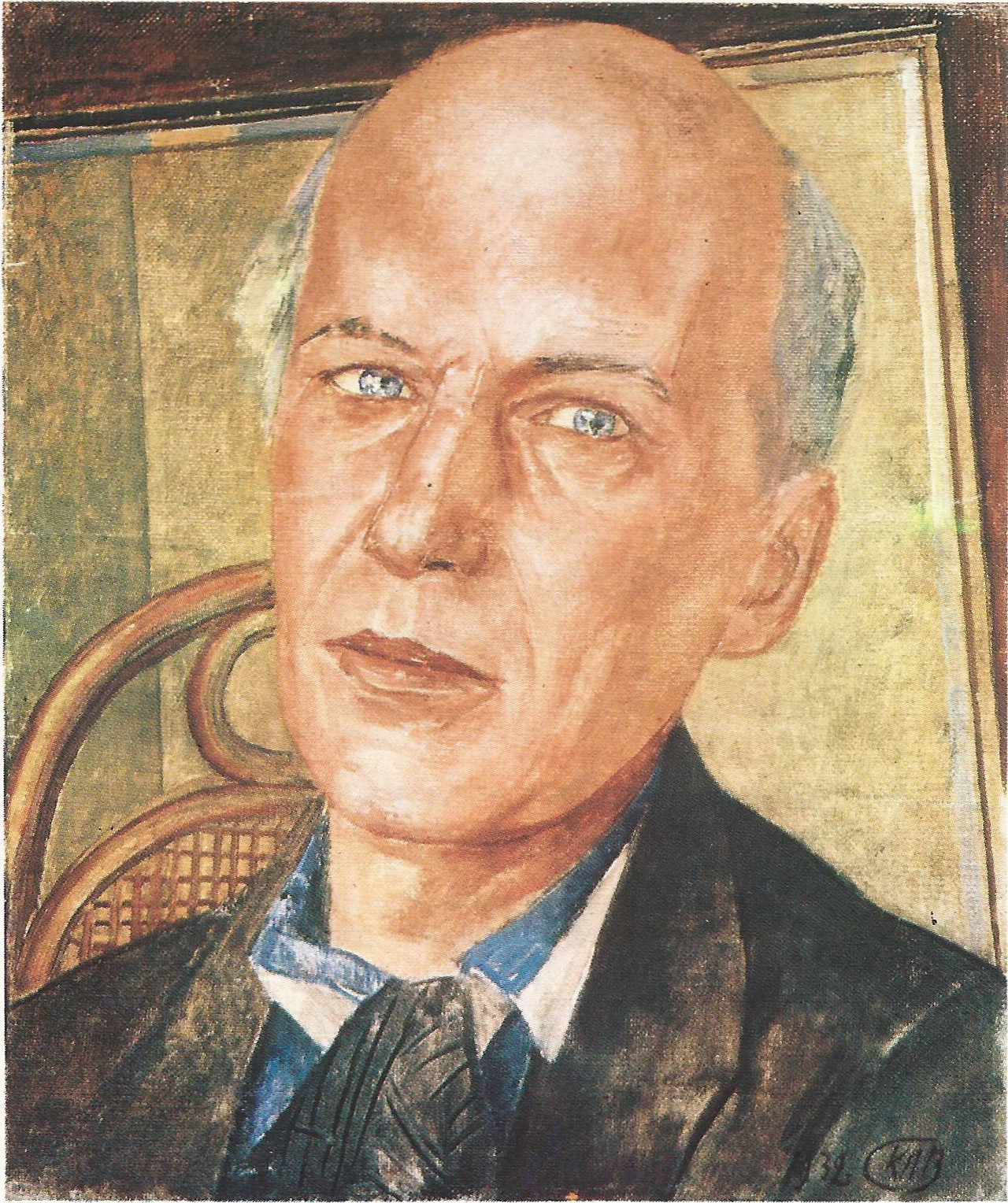
Портрет Андрея Белого кисти К. Петрова-Водкина (1928). С ним соотносится описание внешности инженера Лося: «…волосы его были снежно-белые. Лицо молодое, бритое, с красивым большим ртом, с пристальными светлыми, казалось, летящими впереди лица немигающими глазами»

В авторитетных источниках выдвигались разные варианты возможных прототипов инженера Лося и Аэлиты. В частности, в первой же главе романа был указан конкретный петербургский адрес дома, в котором жил инженер Лось и близ которого состоялся запуск его ракеты: Ждановская набережная, 11. Этот дом существовал в действительности, более того, в соседнем доме № 13 в 1920-е годы находилась школа авиационных техников имени Ворошилова, в которой преподавал Юзеф Доминикович Лось-Лосев, позднее ставший разработчиком ракетных двигателей. Никаких сведений об их общении с А. Н. Толстым не существует, хотя у Лося и Толстого имелись как минимум двое общих знакомых — художник В. П. Белкин и дизайнер В. Е. Татлин. Вторая редакция «Аэлиты» создавалась на квартире Толстого в доме № 3 по той же Ждановской набережной; впрочем, не исключено и простое совпадение всех этих деталей.
Научно-фантастическая сторона романа, в особенности идея ракеты и межпланетного перелёта, по утверждению А. Алпатова и Ю. Крестинского, основывалась на «Исследовании мировых пространств реактивными приборами» К. Э. Циолковского (из журнала «Научное обозрение», № 5 за 1903 год). Кроме того, для описания условий на Марсе Алексей Николаевич пользовался книгой «Звёздные миры и их обитатели» профессора И. Поле, изданной в том же 1903 году. В сохранившемся экземпляре из личной библиотеки многие строки о гипотезах жизни на Марсе были отчёркнуты А. Толстым.
По мнению Е. Толстой, главным прототипом внешних описаний инженера Лося был Андрей Белый. Семантика «белизны» была заявлена описанием волос героя (хотя писатель рано облысел); глаза, «живущие отдельной жизнью», многократно описывались самыми разными мемуаристами и были запечатлены на портретах А. Остроумовой-Лебедевой и К. Петрова-Водкина. Мотив «ледяных глаз» мог быть связан и с сотрудником газеты «Накануне» А. Ветлугиным (свою рецензию на его роман Бунин также назвал «Ледяные глаза»). В любом случае, описание внешности главного героя восходило к узнаваемым фигурам берлинской литературной эмиграции — изгнанников и мечтателей. Переводчик романа на английский язык Лиланд Фитцер (Университет Сан-Диего) буквально трактовал фамилию инженера, утверждая, что «лось для русских — это героический зверь».
Литературовед Хадил Исмаил Халил связывала с образом Лося ницшеанский претекст в «Аэлите», который существует лишь в ряде образов и ассоциаций, не выходя на внешний слой текста. В романе присутствует сквозной набор мотивов из «Так говорил Заратустра»: чернота ночи и звёзды; дух тяжести как антагонист движения вверх; танец полёта в соединении с образом орла и солярная стихия, воплощённая в огне, солнце, грозе, наконец, нисхождении вниз к смертным по достижении мудрости. Портрет Лося в первой и последних главах романа дан в ореоле силы и полёта, с ним ассоциируется стихия огня: спичка, осветившая снизу его «крепкое, со складками у рта» лицо, огонь горна в углу мастерской, багровый огонь заката. Именно ему предстоит бросить вызов экзистенциальной космической тьме и далёким звёздам. Вероятно, не случаен в рассказах Скайльсу эпизод, как Лось откапывал мамонтов в Сибири, среди вечных льдов. Равным образом, перед стартом Лось в прощальной речи противопоставляет величие будущего свершения своей слабости и ограниченности как существа. Так вводится нисхождение божества в материю, «боговоплощение» героя, причём полёт на Марс служит своего рода Гефсиманской ночью, ужасом и сладостью самопознания и самопожертвования. Пройдя через тьму космоса, на Марсе путешественник видит «тёмно‑синее, как море в грозу, ослепительное, бездонное небо», что, по-видимому, соотносимо с мотивами Ницше: «…С молчаливых гор и грозовых туч страдания с шумом спускается моя душа в долины… оттуда приближается к людям тяжёлая туча! Поистине, я знаю толк в приметах грозы!» и подобными.
В 2003 году самарская исследовательница З. Стрелкова предположила, что прототипом образа Аэлиты (как и Зои Монроз «Гиперболоида инженера Гарина») была предполагаемая парижская любовь Алексея Толстого. В теории это не противоречит биографии писателя: в 1921 году семья жила от него отдельно под Бордо, происходили ссоры между А. Толстым и Н. Крандиевской (у которой, вероятно, был свой роман); собственно, такое положение стало главной причиной отъезда в Германию. Кроме того, З. Стрелкова предположила раннее знакомство Толстого с Ией Ге, которая как раз в 1921 году находилась в Париже. Однако имеющиеся источники, в частности письмо Е. Замятина, позволяют отнести их знакомство лишь к 1935 году.

## Литературные особенности

### Проблема жанра
Исследовательница Хадил Исмаил Халил разработала вопрос места «Аэлиты» как в развитии творчества А. Н. Толстого, так и русской литературы вообще. В частности, она глубоко трактовала пародийные элементы в тексте, которые, согласно её мнению, были внесены автором во время глубокой переработки романа. Однако и на глубинном идейно-эстетичном уровне пародийный элемент в «Аэлите» присутствовал, более того, он свойственен жанровой сущности романа, поскольку служит возможностям сближения далёких друг от друга концепций. Впервые вопросы о функции иронии в творчестве А. Н. Толстого были подняты в 1983 году С. А. Голубковым, но ему не удалось прийти к однозначному заключению о жанровой природе «Аэлиты», принадлежности её к научной или социальной фантастике или признанию, как и в критике 1920-х годов, что роман являлся неудачной вариацией авантюрного повествования на революционную тему. В 2009 году Л. П. Григорьева опубликовала статью «О пародийном подтексте романа А. Н. Толстого „Аэлита“», в которой пришла к выводу, что в романе пародировались как эзотерические коды Серебряного века, так и русская революция.
По мнению Х. Халил, фантастика являлась у А. Толстого литературным приёмом, что не отменяет и того, что он был увлечён жанровой оболочкой своей новой книги. Более того, взявшись за «уэллсовский» жанр, Алексей Толстой предсказал некоторые социально-психологические аспекты высокоразвитого общества, например наркотизации населения как части механизма управления, роли телевидения или азартных игр в социуме, в котором большинство лишено возможности нормально зарабатывать (на эти же аспекты обращал внимание и П. А. Горохов). Однако именно эти детали повествования не определяют сути книги. Более того, маркеров идейности в «Аэлите» не меньше, чем в вышедшей с нею в одно время «Волшебной горе» Томаса Манна, и это не позволяет причислить роман о марсианах к массовой жанровой литературе. В «Аэлите» присутствуют все признаки интеллектуального романа с присущей ему историософской проблематикой (почти в то же время вышел в свет «Улисс» Джойса и началась работа Манна над «Иосифом и его братьями»). К чертам интеллектуального романа также относятся обращение к мифу и мифопоэтике, чувство «убийства времени», сложная интертекстуальность и сознательная депсихологизация персонажей. Автор сознательно маскировал «Аэлиту» как «приключенческую повесть для среднего и старшего возраста».
Для литературной конструкции «Аэлиты» характерна неуравновешенность традиционных форм организации литературного материала. Центральные герои — Лось и Гусев — разработаны глубоко и отчётливо; прочие персонажи являются либо их отражениями (как Маша и Ихошка по отношению к Гусеву), либо носят служебный характер. Таков Тускуб — «рупор идей». При анализе резко контрастируют нарочитая простота фабулы (полёт — встреча с марсианами — восстание — бегство на Землю) с глубокой авторской разработкой внутрисюжетных мотивов и образной системы, которая опосредованно связана с сюжетом. По мнению Х. Халил, роман был экспериментом для его автора, что выразилось в двойной реализации авторской задачи. На поверхности — позитивистская «жюльверновская» фантастика, которой соответствуют депсихологизированная неразработанность персонажей, простой авантюрно-приключенческий сюжет со множеством штампов, акцентом на инопланетном антураже и некоторым включением футурологических элементов, как научно-технических, так и социальных. При глубинном прочтении роман является глубокой личной и лирической разработкой актуальных для автора и литературы 1920-х годов проблем в широком спектре — от судеб России и Европы до литературно-эстетической полемики и интимных переживаний.

### Литературные предшественники
В критической литературе общим местом стало сопоставление «Аэлиты» с романами о Марсе первой трети XX века. Ещё Юрий Тынянов обращал внимание на заимствования из «Войны миров» Уэллса, и явные параллели с марсианскими романами Э. Берроуза. Анатолий Бритиков соглашался с этими параллелями, но отмечал, что, «идя от современной ему фантастики (уэллсовы вырождающиеся патриции и изуродованные цивилизацией пролетарии, красная и чёрная расы в марсианских романах Э. Берроуза), Толстой отказался, однако, заселять космос дегенератами и паукообразными чудищами». Елена Толстая, специально исследовав данный вопрос, называла иных литературных предшественников «Аэлиты». Отсылкой к «Войне миров» выступало единственное слово «улла», где оно было звукоподражанием — плачем умирающего марсианина. Вероятно, Алексею Николаевичу подходил «печальный ореол этого мелодичного слова», и оно стало обозначать священный музыкальный инструмент марсиан. Непосредственным предшественником «Аэлиты» Е. Толстая называла «Атлантиду» Пьера Бенуа, за которую её автор удостоился Гонкуровской премии. Действие этого романа происходило в глубине Сахары, в недоступной горной области. Вероятно, отсюда пошёл мотив гигантского лабиринта, высеченного в скале. Прекрасная женщина — потомок древних атлантов — у Бенуа носила имя Антинеа, что могло вдохновить Толстого на создание имени Аэлиты (которое могло быть и инверсией Лилит). Прототипическим для Антинеи и Аэлиты был «текст об изнеженной и выморочной, прекрасной и девственной жрице, находящейся под властью жестокого старика-жреца и преступно влюбляющейся в варвара с горячей кровью», — «Саламбо» Флобера. По мнению Е. Толстой, в главе «Утро Аэлиты» дана прямая отсылка к этому роману. Аэлита, как и Саламбо, кормит ручных рыб. У Флобера весь конфликт карфагенян и варваров начинается с того, что пьяные наёмники жарят священных рыб, которых кормила и за которыми ухаживала Саламбо — принцесса-жрица. Далее и Лось, думая, что потерял Аэлиту навсегда, бросил с досады камнем в её рыб.
Елена Толстая и Омри Ронен критиковали Тынянова за недооценку и непонимание новаторства Толстого-фантаста. С одной стороны, в середине 1920-х годов в массовой литературе Атлантида и Марс были наиболее актуальными и тиражируемыми мотивами. «На деле Толстой шёл впереди прогресса, угадав вектор развития литературы: в 1922 году прозвучал „социальный заказ“, во многом подсказанный декларациями „серапионов“, Замятина, формалиста Шкловского и даже Мандельштама, призывавших к остросюжетности; эта тенденция может восходить к статьям Жаботинского в „Русских ведомостях“ 1916—1917 годов». Во время пребывания в Лондоне в 1916 году, Алексей Толстой общался и с Жаботинским, и с Замятиным. Далее и советская литература взялась за освоение западных бульварных романов, в частности, к 1924 году на русском языке было переведено уже четыре романа Эдгара Берроуза. Иными словами, Толстой опередил и возглавил литературную волну, при том, что его роман «был техничен и мифичен, что потом станет принципом научной фантастики».

### Теософия, антропософия и Атлантида в «Аэлите»

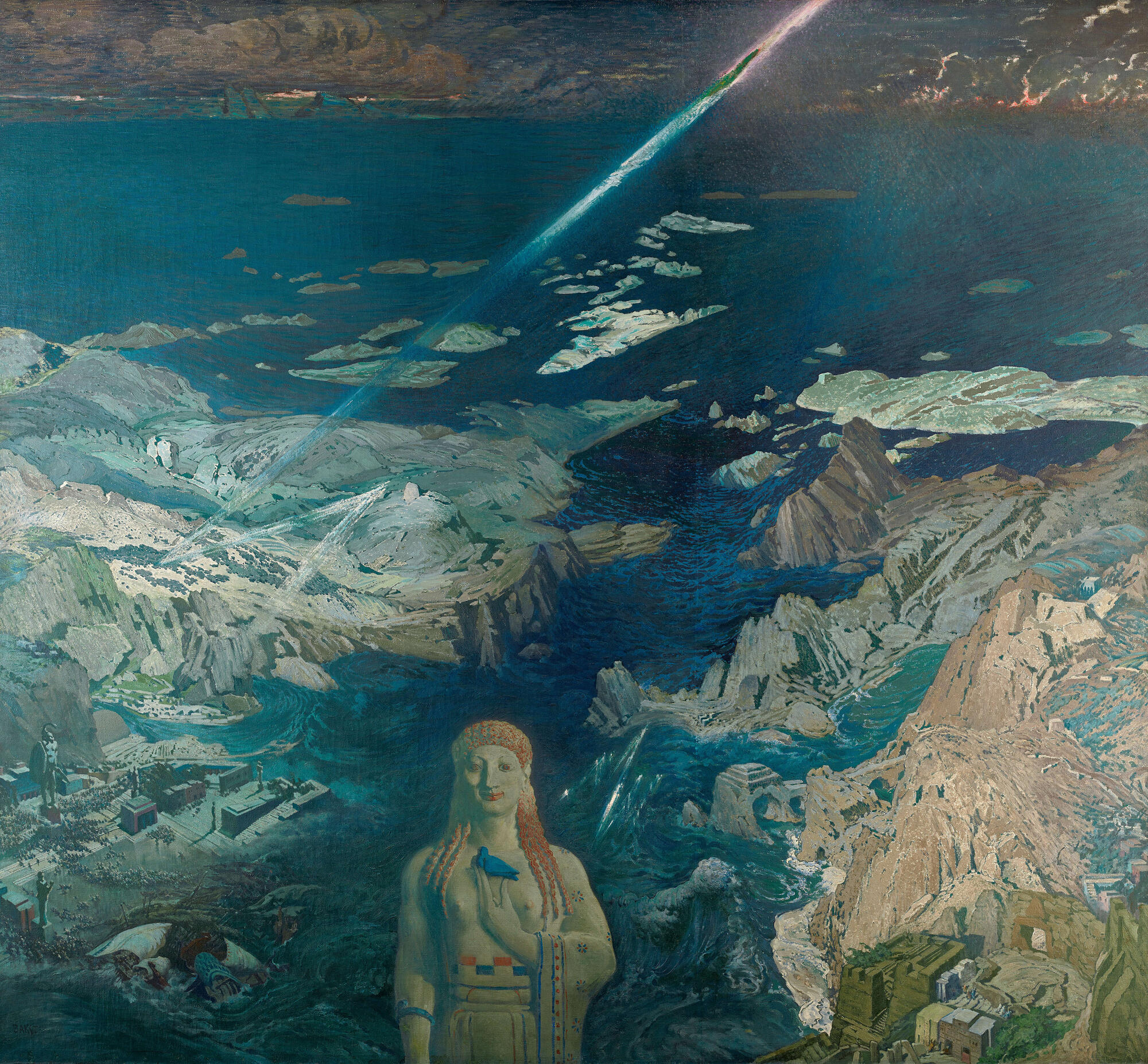
Лев Бакст. Древний ужас

Помимо традиции бульварной литературы, «Аэлита» использовала не менее модную в 1920-е годы «атлантоманию», к которой совершенно серьёзно обращались толстовские друзья и старшие коллеги. Так, В. Брюсов в 1916 году прочитал цикл лекций в Народном университете Шанявского, который был издан в виде большой статьи «Учители учителей». Максимилиан Волошин писал, что картина Бакста «Древний ужас» описывает гибель Атлантиды, а Вячеслав Иванов считал, что гибель Атлантиды оставила следы в глубинных уровнях сознания. Поэтому Толстой, разрабатывая тему сравнения современного Запада и умирающего Марса, обратился к теме Атлантиды, которую сделал прародиной марсианской элиты. Миф Толстого — насыщенный и признаётся «живым, волнующим и убедительным». Это объясняется тем, что теософская литература сделалась частью поздней символистской культуры, совпав со временем формирования писателя Алексея Толстого. Едва ли он мог читать «Тайную доктрину» Е. П. Блаватской, поскольку полностью на русском языке она вышла только в 1937 году, однако извлечения из этого труда были широко распространены. Тынянов утверждал, что для «Аэлиты» Толстой воспользовался популярными брошюрами. В 1910-е годы в моду вошёл и Рудольф Штейнер, в виде переписанных и тиражированных лекций. С 1911 года отец Наталии Крандиевской издавал «Бюллетени литературы и жизни», в которых большое место занимали оккультные сочинения. Собственно и сама Н. Крандиевская с 1912 года увлекалась теософией и слушала лекции П. Успенского. Впрочем, первым популяризатором теософии для Толстого, скорее всего, был М. Волошин, который щедро делился тайными доктринами со всеми (М. Кузмин писал в дневнике, что ему повествовали об оккультизме и Атлантиде на извозчике по пути в театр). В Париже в 1908 году Волошин для развития русской художественной молодёжи — в том числе Алексея Толстого — заставлял читать диалоги Платона, в частности «Тимей», где излагался миф об Атлантиде. В том же году Алексей Николаевич побывал и на лекции Штейнера в Берлине, хотя, по собственному признанию, «ничего не понял». Изучение марсианского языка в «Аэлите» начинается с созерцания туманного шарика на ладони Аэлиты, телепатически отражающего представления героя. Это прямое заимствование из стихотворения Волошина «Европа (Ангел мира)».
Наиболее вероятным источником деталей в мифе об Атлантиде для Толстого была книга английского теософа Уильяма Скотта Эллиотта «История Атлантиды», опубликованная на русском языке. Сведения из неё имелись и в книге Брюсова «Учители учителей»; возможно, они обсуждали эту тему и лично. Содержательно книга Эллиотта совпадает со второй частью «Тайной доктрины» Блаватской; этой же канве следует «Атлантида и Лемурия» Штейнера. Из теософии Толстой заимствовал смену рас, третий глаз, врождённое ясновидение и познание сущности вещей у древнейших рас, а также позднейший конфликт верных духу природы с интеллектуалами-строителями. Мексиканское звучание названий племён Атлантиды и марсианского языка (магацитлы, пауки-цитли, Земля-Талцетл и проч.) — также следствие прямых заимствований из Эллиотта, как и идея воздухоплавания и космических кораблей. Идея переселения верхушки атлантов на Марс во время катастрофы принадлежала Фредерику Спенсеру Оливеру (роман «Житель двух миров» 1894 года), и была популяризирована Верой Крыжановской в её романах «На соседней планете» (1903) и «Смерть планеты» (1910). Из лекций Р. Штейнера пришла идея освобождения атлантами энергии семян для приведения в движение воздушных кораблей. Более того, в теософском журнале «Ребус» в 1916 году печатали извлечения из сочинений профессиональных астрономов К. Фламмариона и П. Лоуэлла, из которых Толстой черпал сведения о каналах и оазисах, гипотезу высыхания Марса, предположения о сине-зелёной и жёлтой окраске марсианской флоры и так далее.
Зеев Бар-Селла отметил и определённый семитский (и в его трактовке — антисемитский) пласт в «Аэлите». Во «Втором рассказе Аэлиты» описана смена четырёх культур и рас в Атлантиде. Первыми были чёрные племена Земзе, интуитивно умевшие улавливать суть вещей, вторые — краснокожие, третьи — «сыны Аама», и в финале истории — жёлтые Учкуры, обитатели степных шатров. Немногочисленные «сыны Аама» («оливково-смуглые, с носами, как клюв») захватили торговлю и культуру и «богатством и силою знания проникли к управлению страной». Терминология прозрачна: «Аама» — «Авраама», династия Уру — «Ура Халдейского», откуда Господь вывел Авраама. Даже раздражавшие Ю. Тынянова кактусы З. Бар-Селлой ассоциировались с менорой. В первом рассказе Аэлиты явно имеются евангельские параллели: гейзер Соам, очищающий от зла, соответствует Силоамской купели, а Пастух — Христос туземцев Марса.

### «Закат Марса»
Политический подтекст романа А. Толстого выражался в позднее снятом подзаголовке «Закат Марса», который прямо отсылал к «Закату Европы» Освальда Шпенглера. После выхода первого тома шпенглеровского трактата в 1918 году стремительно росла популярность идеи «смерти Запада». Плохо знавший немецкий язык Алексей Толстой не читал книги (первый том вышел в русском переводе в 1924 году), однако в 1922 году в Москве вышел сборник статей Н. А. Бердяева, С. А. Франка, Ф. А. Степуна, излагавших основные черты концепции Шпенглера. При этом в «Аэлите» отсутствует главная мысль Шпенглера о противопоставлении культуры и цивилизации. Скорее, ближе Толстому была идеология скифства, которая была близка как сменовеховцам, так и будущим евразийцам и национал-большевикам. Существенным мотивом в «Аэлите» является распад «переутончённой» старой марсианской цивилизации и необходимость разбавить её «варварской горячей кровью». Эта линия рассматривается дважды. Во втором рассказе Аэлиты помещена история усталой, изнеженной Атлантиды накануне вторжения жёлтых племён с безумной, тревожной кровью, в которых узнавались «Грядущие гунны» Брюсова, «Куликово поле» Блока, «Петербург» Андрея Белого.
В главах, посвящённых марсианской революции, по мнению А. Бритикова, «Толстой как бы довёл до логического завершения просвещённый технократизм, которому Уэллс и Богданов поручали в своих фантастических романах прогрессивную миссию». Правитель Марса и отец Аэлиты Тускуб — истинный мудрец, наследник атлантов-магацитлов. Его действиями руководит не жажда наживы или низменной власти, но при этом он не желает обновлять угасающее, вырождающееся марсианское человечество. Он прекрасно осознаёт, что само по себе обновление возможно («Кипучая кровь атлантов однажды уже влила жизнь в оранжевых обитателей Тумы»), только оно противоречит Тускубовой философии, эстетике торжественного увядания. Если бы Толстой сделал его литературный портрет более детализированным, «он выглядел бы почти карикатурой и выпал бы из обобщённо-романтического стиля романа». Фатализм Тускуба выражал мироощущение общества, охваченного чувством обречённости. Так же воспитывает он и свою дочь: в боязни чувства — хао, «красной тьмы», якобы враждебного разуму. Таким образом, любовь Аэлиты к Лосю — это гораздо больше, чем влечение мужчины и женщины, — это жажда жизни как таковой. Любовь Лося открывает марсианке, что земная страсть враждебна только эгоистической рассудочности угасающего мира. Путь любви Аэлиты — от смерти к жизни, от холодеющего Марса к зелёной пышной Земле.

### Марсианская религия
Е. Толстая и О. Ронен были солидарны с тем, что моральный посыл в «Аэлите» противоположен как евразийству, так и сменовеховству. Глубинный слой текста представляет «печальная и стойкая религия коренных марсиан», попавших в рабство к Магацитлам. Вполне возможно, что эта программа — сродни непротивленчеству обитателей катакомб, выражала раздумья писателя над поведением «в красных тисках». С. Л. Слободнюк посвятил целую главу своей монографии рассмотрению истоков картины марсианской религии у А. Толстого. Он установил, что в «Первом рассказе Аэлиты» структура повествования исключительно сложна, её можно анализировать по трём сюжетам:
1. Ветхозаветному — история исхода.
2. Евангельскому — непротивление злу насилием.
3. Апокалиптическому — пророчество о пришествии Сынов Неба.

Основателем религии Марса был «Необыкновенный шохо» (шохо — «человек» на марсианском языке), проповедовавший о сне, в котором странствовал по пустыне, будучи рабом Сына Неба. Параллели между Ветхим Заветом и романом очевидны — пастух скитается по пустыне, а Сын Неба, подобно Моисею, источает посохом воду из камня; разница в единственном ключевом моменте — Магацитл представляет собой злое начало. Следующая ветхозаветная параллель — проповедь пастуха об удалении в себе сродного злу, что прямо соотносится с Быт. 4:7. Писатель активно применял здесь инверсию: Каин не послушался предостережения и отворил сердце греху, из-за чего убил Авеля. Жители Азоры послушались пастуха, но были убиты сами. «Необыкновенный шохо» соединяет и несколько новозаветных персонажей: пророчит подобно Иоанну Крестителю (Ин. 1:32—36), но пророчество его тёмно и страшно, как у Иоанна Богослова (Отк. 9:1). Однако более всего он напоминает Спасителя, и, когда проповедует чистоту, связь его слов с Нагорной проповедью лежит на поверхности (Лк. 6:27—29). Обстоятельства гибели шохо повторяют крестную смерть Христа: пастух пал жертвой старейшин. Однако в первой редакции «Аэлиты» параллели умерялись явно сатанинскими признаками: Пастуху во время первой проповеди тринадцать лет.
Образ Магацитлов амбивалентен. В первом рассказе Аэлиты они — несомненное зло и их явление на Туме представлено как падение сатаны с неба в Евангелии от Луки (Лк. 10:18). Однако Магацитл из пророчества имеет больше сходства с Антихристом. Имя его — Сын Неба, и он воспринимается как посланник зловещей звезды Талцетл. Однако в конце войны Магацитлов и Аолов происходит разительная перемена: пришельцы принимают чуждое им учение Пастуха и происходит единение — марсианский Золотой Век. Однако это не перерождение, а всего лишь возвращение Магацитлов к их собственному изначальному учению — о смерти мира. Уверовавшие в пастуха шохо погибли — от рук дикарей или Магацитлов; остальные, попав под иго атлантов, стали «статистами в великой сцене умирания расы». Открытие тайных книг атлантов незадолго до прибытия землян — Лося и Гусева — ускоряет гибель мира, ибо Магацитлы привезли семя зла с собой. Более того, от проповеди Христа учение Пастуха отличается в одном, зато принципиальном моменте: возможности всеобщего спасения силой всепрощающего абсолюта. Пастух глубоко индивидуалистичен, а зло в его понимании — сугубо материально. Суть призывов шохо сводится к следующему: «Освободись от материального, и станешь недоступен злу — материальному, — над которым и властвуют Магацитлы». В этом С. Слободнюк видел известную близость манихейству или альбигойцам, тем более что Сыны Неба утверждали, что «зло есть единственная сила, создающая бытие». Алексею Толстому было свойственно каноническое восприятие христианской морали (безотносительно церковной стороны христианского учения), поэтому созданный им литературный мир — царство смерти — отделён от бытия реального и обречён на гибель.

### Символизм и романтизм в «Аэлите»
Несмотря на то, что «Аэлита» не может быть признана ни символистским, ни оккультным романом, Алексей Толстой в основу сюжета положил «оккультно-романтическую героиню». С точки зрения Е. Толстой и З. Бар-Селлы, Аэлите как таковой не нужны прототипы, ибо она мертва. Отточия в главе «В чёрном небе» после слов «сердце стало» при желании могут быть истолкованы как гибель героев; всё последующее содержание книги как раз и описывает их посмертие. Описание внешности Аэлиты соотносится с русалками из ранней прозы Толстого — пепельные волосы и бело-голубоватая кожа. При первой встрече с Лосем на Аэлите широкий плащ и острый колпачок, намекающие на ведовство. Как и в «Детстве Никиты», А. Толстой широко использует семантику света, особенно лазури, которая употреблялась им для романтических сцен. Дом Аэлиты стоит «в лазоревой роще» (и это название главы), у самой Аэлиты несомненна связь с лазоревыми цветами, она такая же нежная и лёгкая, с горьковатым запахом. Однако у цветов «восковые лепестки», то есть они неживые. Голубые цветы сразу создают ассоциации с немецким романтизмом, в частности личным мифом Новалиса — любовью к умершей невесте Софии фон Кюн. Впрочем, как и героини «Хождения по мукам», «бледненькая вырожденка Аэлита» способна выживать в совершенно невероятных испытаниях. Теме жизни-смерти на Марсе противостоит ивановский по генезису образ «солнечной пыли в луче». Это споры жизни, оплодотворяющие мёртвые пространства повсюду в космосе. Тема луча света, падающего в мёртвую материю и её оживляющего, — распространённый символический мотив, как гностический, так и христианский; в теософской литературе он также широко использовался. Впервые в романе горячая солнечная сила вводится в описании мёртвого дома, в котором хранятся запретные книги древней цивилизации. Мотив повторяется, когда Лось проходит в библиотеку Аэлиты, чтобы изучать язык. Луч света, как меч, падающий на корешки книг, сообщает марсианке нимб; использованная метафора «луч — меч» определённо восходит к блоковской «Незнакомке».
Как показало исследование А. Т. Грязновой, цветовая картина чуть ли полностью определяет и сопровождает всю структуру романа. Так, экспозиция — описание Петрограда — маркирована лишь тремя цветами: серым, красным, белым. Напротив, марсианское пестроцветье исключительно велико, но брак Аэлиты и Лося и месть Тускуба описаны всего лишь в двух цветах — красном и чёрном. Это глубоко не случайно. Во втором рассказе Аэлиты чёрный цвет закреплён за магией, ибо негры Земзе чувствовали природу и форму вещей и умели убивать силой мысли. Их далёкий потомок Тускуб неизменно одет в чёрное, а мрачное лицо его осенено чёрной бородой; его магию вождь рабочих Гор прямо величает «чертовщиной». Красный цвет, напротив, несёт фоновую семантику жизненной силы, способности к творчеству. Красной звездой марсиане именуют Талцетл-Землю — родину человечества, «сердце мира», «плоть жизни». Примечательно, что оливково-смуглые «сыны Аама», склонные к торговой смекалке, находят соответствие в «сизо-карих» глазах Гусева, который продал камушки и золото, привезённые с Марса, и монетизировал свои приключения на другой планете. Жёлтый цвет — расы прародителей Магацитлов, — ассоциируется с мечтательностью и разумом. Колпачок Аэлиты при первой встрече с Лосем — жёлтый, его же она носит во время занятий языком и рассказах о прошлом Марса и Земли. Белый цвет, ассоциируемый с тиарами противников Магацитлов на Земле, почитателей жизни и Эроса, прочно связан с внешностью Лося — с его гривой белых волос, развевающихся на ветру. У Гусева во внешности белый лишь шрам на щеке — след былого ранения. В белую шубу одета Аэлита, когда решилась пойти против воли отца и спасти землян — современных Магацитлов. И финал романа — в зимнем Петербурге — построен на сочетании белого и чёрного цветов, где бездонно-чёрное небо контрастирует с белой безумной вьюгой, сквозь которую пробирается Лось; ветер треплет гриву его белых волос. Пейзаж одновременно символизирует духовную смерть Лося, оставившего всего себя на Марсе, и всепобеждающую силу любви Аэлиты, достигшей Земли
Главная идея Толстого в «Аэлите» — это бесплодность чистого знания или духа, необходимость его нисхождения в плоть. Эта тема, вероятно, также была инспирирована Вячеславом Ивановым, и её категорически отвергал Андрей Белый. Нисхождение (хао на марсианском языке) занимает важное место в рассказе Аэлиты об Атлантиде, вокруг него происходит раскол на белых и чёрных. Чёрные считают, что зло — единственная сила, создающая бытие. Мир они считали порождением разума, собственным представлением, сном. Каждый считал мир плодом своего воображения. Отсюда борьба за единственную личность, борьба всех против всех и самоистребление — явные аллюзии на Шопенгауэра и Штирнера. Белые же верили, что разум отклонился от природы и должен низойти в плоть, чтоб умереть и преобразиться в новую жизнь; они устраивали мистерии грехопадения, ибо пол — живые врата смерти. Магацитлы, погубив Атлантиду, устремляются в космос — обитель абстрактного разума. Их потомки в лице Тускуба овладели забытым было древним знанием и с помощью его поработили вымирающее население. Лось с Аэлитой восстали против такого знания. По-видимому, в этом эпизоде проявилось очень личное, ибо Алексей Толстой в годы революции активно боролся «с мёртвыми формулами и силлогизмами, из-за которых погибала живая Россия». В ранней редакции романа видение Пастуха предстаёт в образе Витрувианского человека, встающего из-за края Марса-Тумы. Вероятно, Корней Чуковский в резко критической статье 1924 года вплотную подошёл к истинной природе личного мифа Толстого: божественности «тяжести жизни», её конкретики — земли, материи, личности. В результате выясняется, что революция на Марсе глубоко вторична в авторском замысле романа («Гусев исполняет роль клоуна-слуги при герое-любовнике»), а призыв любви пересёк межпланетное пространство и достиг назначения.

### Марсианский язык
Всего в романе 59 «марсианских» слов, которые применяются как для характеристики хронотопа, так и обозначения явлений, не имеющих земных аналогов. Имена нарицательные содержат шипящие согласные, что делает их непривычными для носителя русского языка, имена собственные — звонкие согласные и сочетания гласных, поэтому они благозвучны. Собственных имён 47, то есть 80 % от всех слов фантастического языка; их функция индивидуализировать объект или лицо, выделить его из множества подобных. Наиболее часто упоминается слово шохо (семь раз) — как в значении «марсианин» вообще, так и для называния Пастуха — пророка древней религии, а домашний скот марсиан — полумедведь-полукорова хаши — упоминается десять раз. Инопланетный язык в буквальном смысле именуется автором «птичьим», он изобилует редко употребляющимися в русском языке звуками «х» и «ш», содержит много гласных, часто встречающихся группами (аиу). Все онимы двусложные, что ускоряет их произношение; они придают динамику авторской речи. На марсианском языке произносятся целые фразы, некоторые из них автором приведены без перевода, обеспечивая фон повествования.
Антропоним «Аэлита» вынесен автором в заглавие романа, символизируя новый мир, созданный его фантазией и волей. Фонетический облик имён требует прозрачной семантики, поскольку, несмотря на «экзотичность», должен подчёркивать генетическое единство марсиан и землян. Критик-фантастовед Роман Арбитман возводил этимологию этого имени к греческим корням (αέρας — «воздух» и λίθος — «камень»). Напротив, критик-библиограф Виталий Бугров предложил оригинальную этимологию имени главной героини и названия романа. Это сочетание отрицающей приставки «а-» и слова «элита». Подобно тому, как Аэлита выросла «тепличным цветком», но не побоялась преодолеть сословные предрассудки и бросить вызов «тёмным силам, обрекающим на смерть» целую планету, так и сам Алексей Толстой решительно отошёл от эмигрантской элиты и вернулся на Родину.

### Алексей Толстой и фантастика сказки
Петрозаводский литературовед Е. М. Неёлов в монографии 1986 года попытался проанализировать связь русской фантастики с фольклорно-сказочными мотивами. Наличие сказочной атмосферы в «Аэлите» констатировалось ещё исследователями 1960-х годов, при этом проводились параллели с литературным жанром и исканиями в области литературной сказки самого А. Н. Толстого. При самом поверхностном чтении в романе можно отметить использование Толстым фразеологии и образов, характерных для сказки: марсианский аппарат прямо назван «летучим кораблём», в первую ночь на Марсе инженер Лось говорит про своего товарища, что «прилетел он за тридевять земель», телепатический туманный шарик в руках Аэлиты сопоставляется с наливным яблочком. Фольклорные мотивы, по мысли Е. М. Неёлова, были крайне нужны Толстому, чтобы подчеркнуть приближённость к Земле, земным делам, поэтому исследователь возражал Ю. Тынянову: Алексей Николаевич ни в коем случае не писал «марсианский роман» и добивался единения фантастики и быта, характерного именно для фольклора. По форме «Аэлита» — травелог, воспроизводящий стандартную для научной фантастики схему космического путешествия. Фабула выстраивается по схеме: «подготовка к полёту — полёт в космическом пространстве — приключения на чужой планете — возвращение домой». А. Н. Толстой не изобретал данной схемы, воспользовавшись жанровой формулой. Вполне возможно, что писателя привлекла близость данной формулы морфологической схеме волшебной сказки, открытой и обоснованной В. Я. Проппом. Стержнем сказки является мотив пути-дороги, близкий фантастике как типологически, так и (в известной мере) генетически, поскольку жанровая схема фантастики восприняла и сохранила опыт фольклорно-сказочного путешествия, чем и отличается от психологических жанров новоевропейской литературы. То есть сюжетная схема научно-фантастического путешествия на другую планету в основе своей весьма архаична.
Фольклорно-сказочные мотивы в «Аэлите» опознаются как в атмосфере произведения, так и в жанровой формуле путешествия на другую планету. По схеме Проппа герои А. Н. Толстого действуют от «недостачи» к предварительному и основному испытаниям героев. В самой первой главе о странном объявлении заявлено столкновение здравого смысла, утверждающего невозможность космических путешествий, с опровержением этого смысла, характерным именно для волшебной сказки. Главные герои с самого начала не вполне принадлежат этому миру: у Гусева и его Маши глаза «с сумасшедшинкой», а инженер Лось жалуется, что люди «шарахаются от него, как от бешеного». Отмеченные благородным безумием люди и становятся в фольклорных повествованиях героями. Проникновение «внутрь» осуществляется в предстартовых диалогах Лося и Гусева, размышлениях их в последнюю ночь перед полётом, реализующих психологические амплуа «учёного» и «не-учёного». Лось как учёный анализирует не только окружающий мир, но и собственную душу; психология здесь не противоречит фантастике, в чём и проявилось «уникальное мастерство» А. Н. Толстого. В диалоге Лося и Гусева на вилле Тускуба инженер заявляет, что вообще не задумывался, зачем летит на Марс («Лечу, чтобы прилететь»). Такая позиция характерна для ранней научной фантастики: у героев Жюля Верна также естественной мотивацией отправиться куда угодно выступает получение нового знания как таковое. Но это же коррелирует со сказочным «куда глаза глядят». Сравнение Гусева с Иваном-дураком из сказки Ершова впервые осуществил в своей рецензии 1924 года К. Чуковский, что, по мысли Е. М. Неёлова, весьма плодотворно. Речь идёт, в частности, о «лукавстве» русского ума, склонного одновременно к простодушному восприятию мира и глубокой иронии. У Гусева никогда нельзя понять, шутит он или говорит серьёзно, глаза его «хитрые, простоватые» и всегда «подсмеиваются». И про ершовского героя, и про Гусева можно сказать, что чувство независимости в нём органично и возвышает персонажа до уровня социального бунтарства. В функциональном смысле и Лось, и Гусев делают всё то же, что и фольклорные герои, но эта схема крайне усложнена: достаточно сказать, что в разных эпизодах инженер и солдат могут попеременно выступать в ролях «героя» и «помощника». При этом Лось и Гусев — ни в коем случае не двойники друг друга, наделены яркими характерами (что выводит роман далеко за пределы стандартной научно-фантастической проблематики).
Подготовка к полёту на Марс в «Аэлите» демонстрирует выделенный Проппом мотив «недостачи», которая изображается А. Н. Толстым прямо, но двояким способом. Во-первых, герои лишены выбора: путь-дорога сама зовёт — ибо крупнейшие радиостанции Европы и Америки принимают с Марса сигналы («Пока мы не можем отвечать на эти сигналы. Но мы летим на зов»). Впрочем, образ дороги в «Аэлите» лишён определяющего значения и необходим для композиционной цельности романа. Во-вторых, и Лось, и Гусев в буквальном смысле претерпевают «недостачу»: Алексей Иванович «отравлен» войной и революцией и не находит себе места в мирной жизни, о чём сразу же сообщает инженеру. Мстислав Сергеевич бессонной ночью перед вылетом вспоминает об умершей жене («Нет, нет, нет, — со смертью нет примирения…»). По схеме Проппа Гусеву не хватает «полцарства», а Лосю — «царевны», ибо сказочные данности вовсе не сводятся к буквальному их содержанию, являясь символами. Таким образом, герои на Марсе должны получить то, чего им не хватает. На Красной планете они в буквальном смысле оказались в сказке. Одно из первых их впечатлений — странный и страшный кактусовый лес, за которым таится полуразрушенный дом, напоминающий «огромную гробницу» (в сказочном лесу не может находиться обыкновенного человеческого жилья). Собственно, марсианские приключения героев представляют собой предварительное и основное испытания. Предварительное всегда сводится к проверке на нравственные качества; первое испытание осуществляется на вилле Тускуба: Лося и Гусева искушают покоем и комфортом, далее ставки растут. Инженер Лось должен доказать, что достоин любви Аэлиты, а Гусев желает разобраться в истинном положении вещей на Марсе и устроить революцию. Испытания оба выдерживают, приобретая подруг-помощниц — Аэлиту и Ихошку. Марсиане — Аэлита и её отец Тускуб — вполне соответствуют амплуа «чудесного персонажа», тем более что оба они являются потомками легендарных атлантов. Психологическая глубина, в отличие от Гуся и Лосева, в образах марсиан ослаблена, ибо эти персонажи полностью фантастические. Аэлита — это фольклорная «царевна», черты которой столь плотно и органично слиты с «волшебным помощником», что разделять их можно только условно. Тускуб — волшебно-сказочный «вредитель», вызывающий ассоциации с Тугарином Змиевичем или Кощеем — хозяином Тридевятого царства. Внешне Тускуб, всегда одетый в чёрное и владеющий древним колдовством, также вызывает вполне определённые ассоциации, роднящие его с лубочными изображениями Кощея (борода, сутулость, глубоко запавшие горящие глаза). Безусловно, образ Тускуба несводим к Кощею, но при проведении аналогий совпадает множество деталей. В данном контексте, возможно, свою роль играет и символика яйца — смерти Кощеевой, связанная с формой космического аппарата Лося и Гусева. Аппарат на всём протяжении повествования — и на Земле, и на Марсе — последовательно именуется «яйцом». Полёт на Марс также описан как путешествие в загробное царство, неоднократно ассоциируемое с небытием. На Марсе, встретившись с аборигенами, пришельцы просят еды, ибо, вкусив еды, предназначенной для мертвецов, они окончательно приобщаются к миру умерших. Так вводится основополагающая для «Аэлиты» тема торжества жизни и борьбы со смертью.
Поражение марсианской революции («всех наших побили») разрушает автоматизм ожиданий, порождённых жанровой формулой, и одновременно ведёт к разрыву волшебно-сказочной композиции. Сказочные мотивы остались (погоня, мнимая «смерть» выпившего яд Лося, полёт обратно на Землю), но они уже не определяют повествования. Разрушение ожиданий двойное: читатель, если не осознавший, то почувствовавший изменение тональности романа, на последней странице сталкивается с чудом: «голос Аэлиты, любви, вечности» возвращает сказку. По Проппу, финальные главы «Аэлиты» могут быть истолкованы как дополнительные испытания героев или даже обратная реализация морфологической схемы. Сказкам бывает присущ катастрофизм (яркий пример даёт «Царевна-лягушка»), когда потерявший всё герой возвращается к ситуации «недостачи». В этом смысле Лось возвратился к тому же, чем жил в начале романа: он вновь должен «лететь на зов» любви, а Гусев — для освобождения «остатков трудового населения Марса», но эта путь-дорога находится за пределами повествования.

## Критическое восприятие

### Эмигрантская среда
По словам Е. Ситниковой, в первых отзывах на роман «отразилась идеологическая борьба тех лет, выразилось стремление понять и определить новый характер отношений между искусством и революционной действительностью». Полярная противоположность отзывов свидетельствовала прежде всего о том, что современники восприняли роман в политико-идеологическом, а не эстетическом контексте. «Аэлита» была первым романом, опубликованным А. Толстым после возвращения в СССР, и первые высказывания о его духовном и творческом обновлении последовали из кругов, близких к газете «Накануне». Восторженный отзыв оставил А. Вольский, считая переход А. Толстого к фантастике совершенно закономерным в его писательском развитии, а сам роман охарактеризовал как «выдающееся явление не только в русской литературе». Враждебно настроенный к Толстому Г. Алексеев назвал его «единственным из действенных русских писателей». В рецензии Льва Карсавина, увидевшей свет в «Современных записках» (1923, № 16), объявлялось, что ради фантазий об Атлантиде едва ли следовало лететь на Марс, а авторский рассказ о древности «неприятен совпадениями с вульгарными оккультистскими фантазиями». Анализируя элементы научной фантастики, он отмечал, что ручные гранаты и бронзовая дверь едва ли являлись действенными против высокоразвитых марсианских технологий, видя в этом лубок, хотя и «очаровательный». Главный конфликт литературно показан на контрасте между «призрачным, не настоящим» царством смерти на Марсе и «нелепым и по-своему привлекательный русским, советским бытом». Философ отметил, что единственная и главная тема Алексея Толстого — судьба России и даже в космосе он ищет проблему моральной ответственности интеллигенции, бросившей Родину и обречённой на муки добровольного отщепенства. Интеллигенту Лосю противопоставляется простой русский человек Гусев, который, не успев ещё осмотреться на Марсе, сразу принялся устраивать революцию. Это роднит его с богоискателями (как называл себя и сам Карсавин), надеющихся разом спасти и Россию, и Европу. Таким образом, фантастика представлялась рецензенту условным ироническим приёмом, необходимым А. Толстому, чтобы показать нереальность революционной эпохи, когда «фантастика правдивей правды, а правда становится фантастичною». Карсавин заявил, что А. Толстому удалось в образе Гусева впервые показать «подлинное существо русской революции», а не представления о ней с разных сторон. Отдельной похвалы удостоился «удивительно колоритный и верный» язык романа. Напротив, Иван Алексеевич Бунин ограничился издевательской сентенцией: «Фантастическая чепуха о каком-то матросе, который попал почему-то на Марс и тотчас установил там коммуну».
Положительно отнеслась к роману Нина Петровская («Накануне», 1923, 14 января), которая увидела в Лосе и Гусеве «двух истинных антиподов духа», и особое внимание уделила Аэлите как первому подлинному женскому образу в творчестве Алексея Толстого. С автором отождествил пару его героев журналист Не-Буква («Накануне», 1923, 23 мая), отметив, что Толстой наделил Гусева «силой, весёлостью, жадностью и уверенностью в себе», а Лося — «тоской и сомнениями». Общий тон романа «чернозёмный, бытовой, с крепкими корнями в крепкой земле», при этом текст «интересный, захватывающий»: «европейский получился роман, высоковалютный». Тем не менее критик заявил, что обращение к фантастической тематике снижает талант А. Толстого, лучшими в «Аэлите» представляются земные, а не марсианские, темы. «Очень хороши, например, революции, микробы которой завёз с собой на Марс привычный к этому делу Гусев. И ещё хороши в романе сцены любви… А. Толстой единственный представитель подлинной литературы, от кого можно и должно ждать синтеза между старым и новым. Даже М. Горький и тот не в счёт». Роман Гуль в центр своей рецензии также вынес образ Гусева: «подлинный живой, обобщающий тип русского солдата-бунтаря-скифа». Фон Марса «хорош для него». Инженер Лось назван «не толстовским героем»; напротив, рецензент отметил, что марсианка Аэлита — не женщина, а воплощение Вечно-Женственного, тяга к которому у Толстого «передана прекрасно». Похвалы Р. Гуля удостоились также описания фантастических марсианских пейзажей, и моменты марсианской революции, в которых ярче всех «земнородный Гусев». В построении и развитии сюжета Толстому удалось соблюсти принцип авантюрного романа, создающий напряжённость и магнетизм; «роман читается с интересом». Завершается рецензия пожеланием доброго пути, поскольку Толстой хотел «унести на Марс и Гусева, и читателя».
Глеб Струве в своей истории русской литературы в изгнании отказался анализировать «Аэлиту», заявив, что с этого романа начинается советский период творчества Толстого. Впрочем, он одной фразой упоминал о «злободневно-политическом элементе» в этом произведении. Вольфганг Казак называл «Аэлиту» первым советским произведением утопического жанра и заявлял о подражании Г. Уэллсу, цитируя при этом М. Слонима.

### Советская критика 1920-х годов

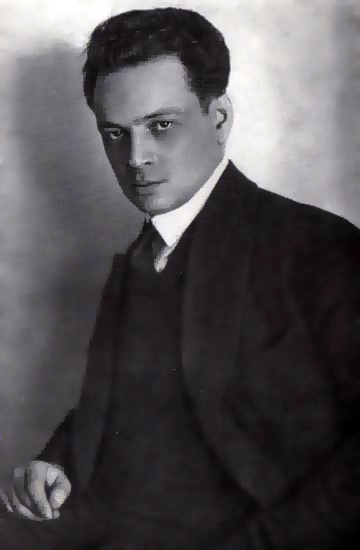
Юрий Тынянов — критик «Аэлиты»

В ранней советской критике единственным современником, который более или менее положительно отнёсся к роману, был Максим Горький. Он уловил гуманистический посыл романа, но не одобрил обращение к научной фантастике, которую воспринимал «европейски-модным увлечением марсианской темой», хотя и способствовал первопубликации в «Красной нови». В письме швейцарскому издателю Эмилю Ронингеру в марте 1923 года Горький сравнивал «Аэлиту» с «Двумя планетами» Лассвица (не в пользу А. Толстого) и отмечал, что «техника в романе сведена к необходимому минимуму». Он утверждал, что роман написан очень хорошо и будет иметь успех, поскольку «отвечает жажде читателя к темам не бытовым, и роману сенсационному, авантюрному».
Чрезвычайно негативно воспринял роман Корней Чуковский, который в своём обзоре творчества А. Н. Толстого 1924 года исходил из выдвинутой десятилетием ранее концепции «биологизма». Корней Иванович обвинил Алексея Николаевича в отвержении разума во имя «первобытно-биологического, всесильного закона продолжения жизни» и даже его патриотизм трактовал как «первозданно-биологический», а не «осознанно-исторический». Тем не менее Чуковскому не удалось в полной мере определить место «Аэлиты» в толстовском наследии, и он объявил, что в этом романе автору «надоело быть Алексеем Толстым» и сама книга — «небывалая и неожиданная». Также он отметил, что роман этот «не о прошлом, но о будущем». Примечательно, что и в западной критике были восприняты эти положения Чуковского, воспроизведённые в «Словаре русской литературы» У. Харкинса.
Мотивы «скуки и ненаполненности», откровенного подражания Г. Уэллсу находил в романе А. Толстого Виктор Борисович Шкловский. Гусева критик сравнивал с жюльверновским Паспарту, «традиционным типом слуги, ведущим интригу», а марсианские реалии считал калькой с Фламмариона: «Осталась там обыкновенно одна прекрасная женщина, и ходит она голая». Одновременно критик считает, что Алексей Толстой «слишком умно» описал ракету и историю Марса, которые исчерпываются сами в себе и герою остаётся «только роман». Сюжет возвращения на Землю под руководством Гусева, а не Лося также признаётся калькой с уэллсовской схемы.
Юрий Тынянов представил в «Русском современнике» (1924, № 1) чрезвычайно язвительную характеристику «Аэлите». Он объявил роман «скучным, как Марсово поле», прежде всего из-за похожести Марса на Землю: «Есть и очень покойные тургеневские усадьбы, и есть русские девушки, одна из них смешана с „принцессой Марса“ — Аэлита, другая — Ихошка». Тынянов сравнивает тексты А. Толстого и Э. Берроуза, укоряя обоих в бедности фантазии. Рассуждая о революции, устроенной Гусевым на Марсе, Юрий Николаевич заявил, что она едва ли не пародийна, несмотря на то что именно Гусев — главная авторская удача. «Толстой втрое меньше говорит и думает о Гусеве, чем о другом герое, инженере Лосе, и поэтому Гусев удался ему раз во сто лучше Лося; Лось — очень почтенный тип лишнего человека, с приличным психологическим анализом». Рецензия завершается суровой сентецией: «Не стоит писать марсианских романов».
В рецензии «Русского современника» исходили из вульгарно-социологической концепции неотторжимости таланта писателя от его происхождения. Поэтому генезис образов Лося и Гусева был проведён от Пьера Безухова и Платона Каратаева и роман был объявлен «сменовеховской романтикой», автору которой надоела Земля. А. Воронский также тяготел к социологизации и заявил, что Толстой избрал фантастическую форму из-за осторожности и нежелания снимать идеологическую ответственность за верность отражения современной жизни Советской страны. Подобные высказывания повторялись до конца десятилетия, так, Абрам Палей в 1929 году заявил, что «в романе чувствуется стремление уйти от действительности и забыться от неё в фантастике».
Постепенно левые критики выработали более взвешенный подход к роману. Валериан Правдухин утверждал, что «одной фигурой Гусева Алексей Толстой сдал экзамен на звание подлинно современного писателя». Секретарь Московской ассоциации пролетарских писателей Д. А. Фурманов нашёл в романе «потрясающую силу» художественной правды. Г. Горбачёв назвал роман типичным для выражения послереволюционных интересов А. Н. Толстого. Как фантастика «Аэлита» признавалась написанной в манере Герберта Уэллса, то есть фантастическая фабула предстаёт среди совершенно реалистических картин быта. Однако текст признаётся уступающим романам Уэллса: «Ни глубины, ни оригинальности идей», «беднее фантазия», «псевдонаучная изобретательность… и в слабой степени не достигнута нашим романистом». Разбирая фабулу «Аэлиты», Г. Горбачёв считал, что она содержит заимствования и переклички с «Железной пятой» Дж. Лондона, «Землёй» В. Брюсова и «фантастов дешёвого французского типа» (П. Бенуа). Впрочем, критик признавал картины Марса «истолкованными почти по-марксистски», однако литературные достоинства содержались не в них. По мнению Г. Горбачёва, в «Аэлите» в оригинальном преломлении развивались две излюбленные Толстым реалистических темы. Во-первых, это любовь, преодолевающая смерть, которая Алексеем Николаевичем трактовалась и вполне в биологическом смысле, как бессмертие продолжающегося рода (это выражено в брачной песни Аэлиты). Аэлиту критик называл «марсианской интеллигенткой», которая умеет сложно рассуждать о смерти и бессмысленности жизни, но, столкнувшись с любовью землянина, забывает о долге и любви к отцу. Вторая тема — революционная — по мнению Г. Горбачёва, «интереснее и свеже́е». Алексей Гусев предстаёт в романе как лицо русской революции и одновременно вождь, мессия и пророк марсианских пролетариев. Однако по своему происхождению и взглядам он деклассированный империалистической и гражданской войнами крестьянин, бывший махновец и будённовец, партизан и типичный авантюрист, у которого революционная борьба и личное обогащение нисколько не противоречат друг другу. При этом он националист, первая мысль которого на Марсе — как присоединить планету к РСФСР. Критик называл это «славянофильски-скифским, националистическим романтизмом».
П. Н. Медведев также именовал «Аэлиту» социально-фантастическим романом, который лишён конкретно-исторического содержания, что выхолащивает революционную идею. Неудачной он называл и марсианскую линию и считал, что «техническая фантазия писателя на привязи у Фламмариона». Главной претензией П. Медведева к персонажам-марсианам является то, что они неотличимы от людей Земли ни внешне, ни в психологическом плане, поэтому инопланетные сцены являются «домашним маскарадом». Неудачны, по мнению критика, и оба центральных образа — сложная натура инженера Лося (сниженная «романтической декламацией и бесконечным нытьём») и романтической Аэлиты. Финал романа с «дыханием вечности» охарактеризован так: «Не стоило за этой малостью и пустяковиной летать на Марс!» Напротив, большой писательской удачей называется личность красноармейца Гусева и его жены Маши, — «превосходные земные образы». Эпизод их прощания, по мнению П. Медведева, стоило бы поставить эпиграфом ко всему собранию сочинений А. Н. Толстого, настолько в нём явлена писательская «изюминка».
Американская исследовательница Г. Стефан подытоживала, что А. Н. Толстой, поставив перед собой задачу встроиться в пространство советской литературы, во многом учёл пожелания критиков. Переделки «Аэлиты», продолжавшиеся до 1939 года, фактически означали, что Алексей Толстой отказался от философской фантастики, соединяющей традиции мейнстримной и жанровой литературы. В следующем романе «Гиперболоид инженера Гарина» символистских элементов нет вообще. В целом Г. Стефан прямым продолжением «Аэлиты» называла «Туманность Андромеды» И. А. Ефремова как единственную попытку советского писателя представить глобальную картину грядущего общества в декорациях космических путешествий. Персонажи Ефремова как синкретичные образы высших человеческих качеств прямо наследуют героям-аллегориям Толстого, равно как и возвышенная трактовка темы любви в Космосе и романтизация женщин. Впрочем, и «Лезвие бритвы» напоминает «Аэлиту» как попытку исследовать человеческое существование посредством мистических концепций, коренящихся в восточной мифологии.

### Критика последующих периодов
В эпоху «Оттепели» повесть А. Толстого стала постоянно переиздаваться в сериях приключенческой литературы для школьников. Зеев Бар-Селла в эссе «Гуси-Лебеди» (1983) утверждал, что «вкус легко улавливал в „Аэлите“ пряность недозволенности, особенно ввиду описания постельной сцены (описание было в стиле 10-х годов, но мы-то этого не знали)». Тот же З. Бар-Селла нашёл в романе значительный автобиографический пласт (в частности, оказалось, что срок полёта Гусева и Лося на Марс равен европейской эмиграции Толстого) и даже определённые антисемитские мотивы. В «Краткой литературной энциклопедии» была представлена следующая характеристика романа: «…успешно осуществлён опыт создания социального научно-фантастического романа, нарисованы живые образы советских людей, бесстрашных первооткрывателей космоса».
В обзорной статье В. Щербины к собранию сочинений А. Н. Толстого (издававшейся в 1958 и 1972 годах) воспроизводились основные мотивы интерпретации «Аэлиты», сложившиеся в предшествующие десятилетия. Роман именуется двуплановым, то есть сочетающим фантастичность сюжета с реалистичностью характеров. На первый план вынесена попытка создания А. Толстым «положительного образ бойца Октябрьской революции и гражданской войны», то есть Алексея Гусева. Он выражает сдвиг в авторском мировоззрении, осознание им «жизненных корней, народного характера революции». Инженер Лось находится под влиянием гусевской целеустремлённости, но иногда колеблется, будучи поглощён чувствами к Аэлите в самый разгар революционной борьбы. Однако «многолетняя вера писателя в вечную спасительную силу любви, противостоящей общественным бурям, уже поколебалась». В. И. Баранов находил в романе прославление социальной активности человека — Гусева, — способного на кардинальную переделку жизни. Он также считал, что «Аэлита» лишена условности, присущей научно-фантастическому жанру, поскольку время её действия — авторская современность, герои же — русские люди, несущие все приметы своего бурного времени, вторгающегося в марсианскую жизнь. Роман называется «самым земным из произведений отечественной фантастики», отмечается и некоторое соприкосновение с совершенно не похожим внешне на него «Детством Никиты».
В подобном ключе «Аэлита» была рассмотрена в монографии о советском фантастическом романе А. Ф. Бритикова. Анатолий Фёдорович, обращая внимание на утверждение ранних критиков о несамостоятельности А. Н. Толстого, был категорически с этим не согласен и противопоставлял героев «Аэлиты» как жюльверновской, так и уэллсовой традиции. «У Жюля Верна положительный герой — учёный или журналист, лицо в известной мере экстерриториальное, пользующееся в буржуазном обществе чем-то вроде социального иммунитета. Герой романов Уэллса — типичный обыватель доброй старой Англии. Волей случая они делаются свидетелями или участниками фантастических событий». Толстовский Гусев же — космопроходец и революционер по зову сердца, который кидается в приключения по собственной воле. По сути, Алексей Толстой заложил жанровый образец отношения к миру в советской фантастике: не страха перед будущим, как у Уэллса, «но оптимистической веры и борьбы за переделку мира к лучшему». Более того, А. Ф. Бритиков предложил понятие «метода А. Н. Толстого», который принципиально отличался от предшествующей и современной ему фантастической парадигмы. Толстой, отталкиваясь от земных чувств и побуждений и помещая их в фантастическую обстановку, модифицирует земную психику в соответствии с неземными условиями. Естественно, что писатель пользуется коренными и общечеловеческими идеями и побуждениями, но, схематизируя душевную организацию человека, он «не упрощает, а укрупняет». Д. Д. Николаев уточнял, что эту операцию А. Н. Толстой смог осуществить только благодаря эмигрантской «отстранённости» от советской действительности, помогая выявлять сущностное в характере эпохи, не заслонённое бытовыми воспоминаниями. Критик-библиограф Виталий Бугров попытался обратиться к тексту с позиции среднестатистического школьника-подростка, отметив, насколько много смыслов остаётся вне внимания совсем ещё юного читателя. Критик повторил суждение о том, что Алексей Толстой закладывал основы советской фантастики, в корне отличной от фантастики Жюля Верна и Герберта Уэллса. Например, инженер Лось, хотя и «чересчур склонный к самокопаниям, эстетски пестующий в себе болезненные переживания», полностью интегрировался в новой социальной реальности: как должное воспринимает заботу советской власти о развитии науки и техники. Когда Скайльс спрашивает у инженера, на какие деньги осуществлён его проект, Лось «даже с некоторым изумлением» отвечает: «на средства республики». Равным образом, марсианский диктатор Тускуб, как и современные ему заокеанские политики, «видят в исторической обречённости империализма — конец человеческой истории в целом».
Когда в середине 1980-х годов в СССР началось переоткрытие литературы русской эмиграции, «Аэлита» В. И. Барановым была приведена как пример влияния «коллективного опыта молодой советской литературы» на писателей первой волны эмиграции.
После крушения СССР Всеволод Ревич попытался единолично провести радикальный пересмотр места советских классиков (утопического и фантастического жанра) в истории литературы. Рассматривая «Аэлиту», он вернулся к традиционной точке зрения «перехода от Толстого дореволюционного к Толстому советскому»:

Не грандиозное, общегосударственное шоу, какие мы не раз наблюдали в дальнейшем, а рядовое, почти заурядное событие — ракета стартовала чуть ли не тайком из обыкновенного двора. Частная инициатива рядового петербургского инженера, которого даже типичным представителем революционной интеллигенции не назовёшь. На Марс летят случайные люди. Но это закономерная случайность. Революция взбаламутила разные социальные слои, они перемешались и не сплавились. Странно, не правда ли, что у Лося нет не только сподвижников, но и помощников и он вынужден пригласить с собой в полет незнакомого солдата? Для Лося это бегство от действительности, от тоски по умершей жене, попытка преодолеть душевное смятение, даже разочарованность в жизни.
Отверг Ревич и прежние славословия Гусеву-революционеру: это «люмпен, маргинал, его ничто не связывает ни с землёй, ни с небом, ни с водой, ни с городом, ни с деревней. Для него и революция, и полёт на Марс — всего лишь занятные приключеньица». Более того, В. Ревич проводил параллели между Гусевым и булгаковским Шариковым, но признавал, что политизированные параллели не исчерпывают всех смыслов романа. Книга Алексея Толстого осталась актуальной как раз благодаря вечной женственности марсианки Аэлиты, которую не заметили Чуковский и другие критики 1920-х годов. «В книге скрыт какой-то секрет, плохо поддающийся литературоведческому препарированию».
Внучка писателя, израильский профессор-славист Елена Толстая включала «Аэлиту» (наряду с «Детством Никиты» и «Золотым ключиком») в число самых совершенных и самых долговечных произведений А. Н. Толстого.

### На Западе

#### М. Смит
В западной историографии «Аэлиту» рассматривают как творение классика советской и русской литературы. Американский славист Майкл Смит увидел в романе притчу о «смерти Запада», полагая, что умирающий Марс — это аллегория веймарской Германии, а символом Земли предстаёт Советская Россия, в которую он только что переехал, в этом плане возвращение Лося и Гусева выражает неподдельную любовь Толстого к Родине. Именно революционный Восток должен оплодотворить и спасти вырождающийся, разрушенный войной Запад. Америка в романе существует только фоном в самом начале и самом конце: журналист Скайльс вводит действие, озеро Мичиган является посадочной площадкой лосевского «яйца» в финале. Вероятно, это должно было создавать ассоциации с Чикагской всемирной выставкой в честь 400-летия открытия Америки. М. Смит отмечал, что «Аэлита» была всего лишь вторым в русской литературе романом о путешествии в космос (первым был «Вне Земли» Циолковского). Дата запуска Лося — 18 августа — совпала с празднованием Дня авиации, введённого в СССР. Майкл Смит считал, что Лося можно считать в известном смысле проекцией Циолковского, что подтверждается деталями его биографии: «Учился на медные деньги, с двенадцати лет сам их зарабатываю». Фамилия изобретателя могла быть отсылкой к немецкому слову los, выражающему побуждение.
Майкл Смит отдельно рассмотрел необходимость мифа об Атлантиде в романе А. Толстого. Согласно его мнению, это была аллегория русского превосходства, направленного вовне. Погибшая цивилизация атлантов воскресла на Марсе. В литературном смысле это была двойная аллегория: и Марс, и Атлантида символизировали былое, пригрезившуюся цивилизацию «сверхлюдей и сверхнауки», лишённую совершенства и погибшую. Напротив, Россия и коммунизм служат обетованием спасения и возможностью достижения высшего совершенства. В литературном отношении роман был «сложной аллегорией, сложенной из простых частей»: главы-эпизоды компактные, но до краёв наполненные смысловым содержанием. Критик отмечал и перекличку мотивов романа с «Войной миров» Уэллса (вплоть до использования слова «улла»), однако совпадения с марсианской серией Э. Берроуза очень поверхностные и, скорее, сводятся к общности мотивов всей тогдашней марсианской фантастики. Гораздо большее влияние на Толстого оказал роман Гюстава Леружа «Пленник Марса» («Le Prisonnier de la planète Mars», 1908). Например, в романе Леружа присутствуют величественные картины древних руин — остатки былой великолепной цивилизации, передача межпланетных сигналов и образ «падающей звезды» — посадки космического аппарата. Главный герой — Робер Дарвель — также желает овладеть Марсом, что выражается в любовной связи с прекрасной Ээойей (Eeeoys). Роман Толстого выгодно отличается от прототипов реалистичностью, ещё более заметной в годы его публикации: намёки на популярные газетные мифы о якобы уловленных Маркони радиосигналах с Марса. Цитировалась и теория Аррениуса о панспермии. «Аэлита» своевременно вышла к «марсианской лихорадке» 1924 года.

#### Ш. Фукрие
Французская исследовательница Шанталь Фукрие много места посвятила «Аэлите» А. Н. Толстого в своей диссертации о теме Атлантиды в новоевропейской литературе XIX — первой трети XX веков. Для «атлантического» субжанра в приключенческой и фантастической литературе используется типовая жанровая формула, в которой задействованы приёмы романтической литературы: путешествие на край света, предполагающее полный разрыв связей с известным и обжитым миром. Собственно, А. Н. Толстой, поместивший в «Аэлите» потомков атлантов с их уцелевшими древними знаниями на Марс, максимально радикализировал жанровый шаблон: Тума-Марс — в подлинном смысле иной мир. Ключевым элементом формулы Атлантиды является замкнутость и изолированность мирка уцелевших после катастрофы жителей Атлантиды, и это также романтический мотив убежища-микрокосма, куда ещё предстоит попасть главным героям. Лось и Гусев, преодолев тьму космоса, оказываются на берегах иной планеты: желанного острова Жизни среди пустыни Смерти. Герои повествования вынуждены зайти за грань, отделяющую познанное и неизвестное, границу между живыми и мёртвыми, настоящим и прошлым. Присутствует и ещё один важный элемент жанровой формулы: древние рукописи, из которых читатели (и герои) узнают ту или иную историю из минувших веков. Авторы приключенческого субжанра, условности которого воспроизводил и А. Толстой, предпочитали «своего рода игру с жизнью и смертью», чаще всего имеющую счастливый конец; появление героя в Атлантиде сродни смерти в процессе инициации: умерев в обычном мире, герой тут же возрождается в мифическом пространстве. В отличие от подавляющего большинства представителей жанра, герои «Аэлиты» попадают на Марс преднамеренно, при помощи технического средства — ракеты.
Хронотоп любого повествования об Атлантиде носит чёрно-белый, «манихейский» характер, будучи основан на разрыве между «здесь и сейчас» и «где-то ещё». Двойничество это восходит к первоисточнику — платоновскому «Критию», где противопоставлены Афины и Атлантида. Двойничество определяет и подбор персонажей, ряд которых обязательно включает глав государств, жрецов и бунтовщиков. На Туме-Марсе Алексея Толстого выведен бунтовщик Гор — враг «владыки над всеми странами» планеты Тускуба. Конфликт существует автономно, герои-пришельцы лишь вмешиваются в него, а противостояние позволяет максимально использовать игру страстей и противостоящих систем ценностей героев. Противостояние атлантов и неатлантов не сводится к простому чёрно-белому противостоянию Зла и Добра; романисты часто извлекают «максимальную пользу из этого взаимного открытия инаковости», так как данный приём позволяет использовать инверсию, транслируя на Атлантиду понятные читателям проблемы современности. В романе широко используется утопическое клише обособленности идеального общества от большого внешнего мира, несущего угрозу, однако герой-первооткрыватель Атлантиды неизбежно вовлекается в приключения, так или иначе становится своим. По закону мифа появление героя знаменует окончательную гибель Атлантиды, но эта катастрофа воспринимается как спасительная, ибо несовершенство «чудесного на первый взгляд тайного царства» требует катарсиса. Герой непроизвольно встаёт на сторону «добрых атлантов», будучи призван уничтожить злую силу «дурных атлантов». В «Аэлите» земляне Лось и Гусев становятся провиденциальными союзниками угнетённых марсиан, подвига́я их на революцию самим фактом своего появления. Города Атлантиды неизменно таят в себе монстров (чудовищных пауков в «Аэлите»), что вновь делает главного героя мифологическим персонажем, подобным Тесею, убивающему Минотавра. Герой-вторженец предстаёт и спасителем, способствующим нравственному пробуждению хороших атлантов и обновлению мира.
Наследием романтизма в атлантическом жанре является персонификация Атлантиды в образе прекрасной женщины, становящейся объектом любовных устремлений героя-вторженца извне. Ассоциация открытия Атлантиды с познанием мужчиной женщины способствовала, согласно Ш. Фукрие, огромному успеху «Атлантиды» П. Бенуа, но данный мотив является своего рода клише, и поэтому авторы, пишущие об Атлантиде, находятся в ситуации «двойного читательского ожидания». С одной стороны, писатель должен обыграть господствующую в общественном сознании научную или псевдонаучную гипотезу расположения и судьбы Атлантиды, с другой — оправдать жанровые условности, согласно которым приключение в «иноздесь» обязательно сопровождается любовной интригой и взрывом страсти. Главная героиня безотносительно её социального положения (царицы, дочери правителя, посвящённой жрицы, даже рабыни) всегда является прямой наследницей затонувшей расы, «последним атлантом», эмблемой Атлантиды и её величайшим сокровищем. Из фантасмагорий Гофмана в литературу об Атлантиде пришёл мотив отождествления женщины Атлантиды со змеёй, таящей великую тайну, но в буквальном смысле смертельно опасную для желающих эту тайну узнать. Развязка романтической интриги также содержит жанровую двойственность, стремление атлантов к жизни и обречённость их на смерть.
В художественных произведениях об Атлантиде герой ставится в положение учёного, задающего вопросы и разгадывающего некие загадки, что успешно позволяет использовать традиционный код приключенческой литературы: «конфабуляция соединяется с рационализацией», то есть гипертекст заимствует те или иные ценности метатекста. В любом произведении об Атлантиде наблюдается сосуществование двух дискурсов: мифологического нарратива и логической аргументации, что приводит к неизбежному конфликту или разрыву между событийной стороной фабулы и монологичностью дискурсивных вставок, как в «Атлантиде» Бенуа и «Аэлите». Нарратор неизменно выступает как поводырь читателя, примиряющий «эпос и басню». Атлантида не подвергалась демифологизации, и старое платоновское повествование осталось загадкой, которую стало возможно решать в век науки рациональными методами. Наука не редуцировала миф, не лишила его образности и поэтичности, занимаясь лишь трактовками деталей и комментированием.

#### Д. Сувин, М. Швартц
Хорвато-канадский литературовед Дарко Сувин в обобщающей монографии «Метаморфозы научной фантастики» (1979) относил «Аэлиту» к первому периоду расцвета русской фантастики, произошедшему в эпоху революции, когда «новые небеса встретились со старой землёй», обещав необратимую победу будущего над прошлым. Одновременно «Аэлита» находится в русле советской научной фантастики, которая удачно совмещала социальную проблематику и естественнонаучное фантазирование на темы космических полётов. Сувин даже утверждал, что именно масштаб таланта и общественное признание А. Толстого привели к переносу «признания и уважения» к НФ в целом. Разработанная в «Аэлите» и «Гиперболоиде инженера Гарина» жанровая формула оставалась основной в советской фантастике до конца 1960-х годов. Речь шла, в первую очередь, о соединении утопического пафоса всемирно-революционных перспектив, совмещаемого с приключенческими элементами, причём у фантастов первого ряда получалось удовлетворять потребности почти всех разновидностей читающей публики. В «Аэлите» формула дополнена лирической составляющей. В числе претекстов (или источников жанровых стандартов) можно назвать романы Г. Уэллса или представителей паралитературной НФ, в первую очередь «Атлантиду» Пьера Бенуа и «Принцессу Марса» Э. Берроуза. Финал, в котором отчаявшийся Лось слышит голос возлюбленной из динамика радиотелескопа, «определённо клонится к уэллсовской мрачности». Собственно, новшеством Толстого стало введение в линейную приключенческую фабулу контрапункта, глубинных повествований, осложняющих движение сюжета, но позволяющих (в романном контексте) осознать необходимость и цену счастья протагонистов. «Аэлита» поднялась до уровня литературного мэйнстрима благодаря гибким характерам персонажей, богатому и разнообразному языку и устойчивой правдоподобности повествования. Для русской советской НФ А. Н. Толстой сделал то же, что Г. Уэллс для британской фантастики, а толстовских высот в жанре космической утопии достигнет только И. А. Ефремов тремя десятилетиями позже.
Немецкий славист Маттиас Швартц (Центр литературных и культурных исследований имени Лейбница в Берлине) в обобщающей истории советской приключенческой и фантастической литературы до конца сталинской эпохи рассматривал «Аэлиту» как конъюнктурное произведение, написанное на волне интереса к великому противостоянию 1924 года, и анализировал его в контексте как «Красной звезды» А. Богданова, так и марсианских романов Э. Берроуза. Речь идёт о символической перекодировке литературного пространства Красной планеты (соединение утопии и царства бога войны) и использовании контрастно отличающихся героев: инженера Лося (его прототип — богдановский Леонид) и отважного красноармейца Гусева (его прототип — ветеран гражданской войны в США Джон Картер). Алексей Толстой строил сюжет по лекалам классического колониального романа, стержнем которого является экспедиция, уход героев из своего мира в неведомое чуждое далёко, полное неожиданных препятствий и экзотических встреч; из путешествия они непременно должны вернуться преображёнными. Однако Лось и Гусев столкнулись с технически более развитой, чем земная, цивилизацией, в которой давно назревшая революция так и не осуществилась, несмотря на появление профессионального военного и революционера из Советской России. М. Швартц полагал, что образ Гусева несёт сильнейший сатирический посыл, демонстрируя наивность всемирно-революционных ожиданий 1920-х годов, особенно по адресу революции в Германии. Социально-политическая конструкция Марса прямо отсылает к сравнительной морфологии мировой истории О. Шпенглера, причём, с точки зрения исследователя, А. Толстой сосредотачивался не на опровержении мессианско-эсхатологических ожиданий русской интеллигенции, а как раз на универсализме и вневремённости шпенглеровских построений. Сценарий упадка и смерти цивилизации вполне пригоден как политический и властный инструмент для господства над целой планетой в интересах небольшого элитарного класса. Тематика упадка Толстым задействована дважды в виде внутренних параллельных сюжетов: двух рассказов Аэлиты о предыстории марсианской цивилизации. Для усиления правдоподобности Алексей Толстой обратился к «русскому космическому дискурсу дореволюционного периода Николая Фёдорова, Константина Циолковского или Якова Перельмана». Это была оригинальная культурно-философская реакция на индустриальный модернизм, в рамках которой будущее нового человечества виделась в экспансии в космическое беспредельное пространство. «Аэлита», по мысли М. Швартца, всеми аспектами поэтики и сюжетопостроения опровергает концепцию экспансии. Литературная конструкция романа очень сложна, осуществляя повествовательное и мотивное интертекстуальное соединение культурно-философских модных течений и теорий своего времени, приводящих в финале к полному разочарованию. Этому служит и пара Лось — Гусев: «Неоднократно подчёркиваемое в критике „достоверное“ изображение „национального типа“ Гусева предстаёт не как „достоверное“ описание персонажей в „фантастическом“ окружении, а скорее как типичный контрапункт наивному, неточному, искажённому миропониманию Лося». В этом плане сетования Ю. Тынянова на «скуку» М. Швартц сравнивает со впечатлениями от брехтовской театральной сцены, на которой осуществляется критическое дистанцирование читателя от описываемого, «смешивая странно-неизвестное со слишком знакомым и воспринимаемым как должное». Изощрённые культур-философские теории обёртываются в развлекательную форму жанрового повествования. Недоумение у критиков-современников вызвало именно соединение «штампованных марсианских фантазий» и культурной критики.

#### Л. Фитцер, Г. Стефан
Переводчик Лиланд Фитцер отмечал, что роман Толстого оказался для русских критиков — как советских, так и эмигрантских — «родом загадки», ибо фантастическая составляющая «Аэлиты» выводила её за пределы мейнстрима русской литературы. Жанровые элементы раздражали, вызывая обвинения в неоригинальности. Критик отдельно остановился на параллелях между марсианским романом А. Толстого и «Принцессой Марса» Э. Берроуза: согласно его мнению, эти тексты сближает лишь использование одинаковых элементов жанровой формулы — землянин оказывается на красной планете, чтобы влюбиться в высокородную инопланетянку, их разлучают обстоятельства неодолимой силы, пришелец сталкивается с представителями рас Марса, имеющих разный цвет кожи, исследует разрушенные города и тому подобное. «К счастью, в „Аэлите“ нет прямолинейного эротизма Берроуза, бесконечных бессмысленных схваток, болезненно упрощённой морали, не говоря о совершенно тусклом языке». В известной степени на Толстого повлиял метод Герберта Уэллса, соединившего сугубый реализм деталей повседневности с фантастическим вымыслом и пророчеством. «Аэлита» вписана в традицию русской литературы XIX века, «приправленную» переживаниями революции и гражданской войны на фоне архетипических конфликтов. Джон Картер одинок на Барсуме; Толстой отправил на Туму-Марс двух землян, которые происходят из совершенно разных социальных групп и принципиально по-разному реагируют на ситуации по мере их возникновения. Интеллектуал Лось не противостоит профессиональному вояке Гусеву, они дополняют друг друга — «романтик и революционер, мечтатель и деятель». В некотором смысле Фитцер сближает их с Гамлетом и Дон Кихотом: Лось обременён рефлексиями и сомнениями, Гусев вообще не задумывается о бесконечной сложности взваленной на себя задачи, бесстрашно ступая на путь геройства. Аэлита также не похожа на Дею Торис, обладая интеллектуальной глубиной.
Советские критики, единодушно восхищаясь Гусевым, игнорировали его бесспорно негативные черты. В этом Л. Фитцер видел искусство Толстого-романиста, который уравновесил в гусевском персонаже героизм с неприкрытым стяжательством и беспринципностью, выраженной в моментальном соблазнении глупой Ихошки. Любовь для Гусева — вещь простая, такая же физическая потребность, как еда и питьё; здесь можно обойтись «без угрызений совести или обязательств и, конечно, без смущающих и амбивалентных идеализаций романтической любви». Лось, возможно, один из последних представителей «длинной череды русских героев, сломленных парализующим бременем сомнений и колебаний». Однако и Лось целен, ибо безгранично предан величайшему на Земле делу — любви. Если любовь Гусева «анималистична», то у Лося она эфирна, возведена в значение космического принципа. Собственно, Лось и способен действовать только во имя любви, убеждённый, что любящий человек — это человек, способный жить. Но нисхождение к любви приносит в жизнь семена разрушения, и это знают и Лось (интуитивно), и Аэлита (из книг атлантов). Однако оба возлюбленных без колебаний принимают все последствия своего выбора, «цепляясь за колесо бытия». В известной степени в «Аэлите» А. Н. Толстой продолжил свою генеральную тему силы, радости и одновременной разрушительности любви, выраженной в романе «Сёстры», законченном незадолго до обращения к фантастике. Впрочем, по мысли Л. Фитцера, не менее важен для Толстого был и мотив будущего. Тума-Марс — это триединая метафора утопии и одновременно рухнувшей под тяжестью социальных противоречий дореволюционной России и дряхлого, истощённого Запада, созревшего для революционного возрождения.
Литературовед Галина Стефан (Университет Южной Калифорнии) утверждала, что «Аэлита» стала первым произведением новой научной фантастики в советском государстве, которая представляла образец для популярной литературы, приемлемой для партийного руководства культурой. Новая жанровая установка предполагала в том числе сохранение очевидной связи с дореволюционной культурой и литературной традицией и тяготение к реализму. Г. Стефан также считала главным претекстом «Аэлиты» «Атлантиду» Бенуа. Инженер Лось характеризуется как «интеллигент с сердцем поэта», и он реализует романтический мотив повествования. Гусев трактован как выразитель «антинэповских настроений рядовых коммунистов», которые стремились прочь от «послереволюционной стабилизации». Критик признавала, что в романе широко представлена символистская антропология, тесно связанная с теософской и антропософской мифологией, с позиций которой рассматриваются вечные темы природы человека, истоков творения и тайны жизни. Для советской литературы это «очень старомодно», ибо «Аэлита» развивает генеральную тему конца цивилизации, поданную со «скифских» позиций: общество, прославляющее разум, равновесие и философскую отстранённость, сталкивается «с анархическим бунтом примитивных, полных жизни сил из социального подполья». Драма, происходящая на Марсе (исследовательница называет Тускуба и его Совет жрецами, которые стремятся принести марсиан в жертву абсолютно рационального общества), повторяет случившуюся в незапамятные времена на Земле в Атлантиде. Элита Марса — потомки атлантов-Магацитлов, уничтоживших свою страну в ходе борьбы сил Логоса и Эроса. В этом контексте герои Толстого символичны, реализуя три пути человеческой самореализации: мудрость, действие, любовь. Мудрость и любовь представлены Аэлитой и Лосем, произносящими высокопарные монологи, философствуя о значении счастья, возможности любви и гармонии и краха цивилизации. Гусев — «добродушный авантюрист» — едва ли является «советским» персонажем, в нём гораздо сильнее «скифские» черты младосимволистов. Аэлита — «сказочное воплощение» символистской Вечной женственности, чья сюжетная функция — вернуть Лосю чувство полноты бытия, реализуемой в любви, избавить его от в буквальном смысле космического одиночества. Аэлита в физическом союзе с землянином соединяет Логос и Эрос, побеждая марсианское царство смерти, но её отец Тускуб — страж Логоса — принуждает возлюбленных расстаться, возвращая Лося в ледяную космическую бездну.
Гусев, по мысли Г. Стефан, «своей грубостью, простотой и жизненной силой напоминает героев-казаков из „Конармии“ Исаака Бабеля», опубликованной через полгода после «Аэлиты». Философские рефлексии его не трогают, чуждо ему и пролетарское самосознание, а во время марсианской революции именно его бурный темперамент, брызжущая жизненная сила демонстрируют марсианам, что Сын Неба способен даровать им новую жизнь. Это нисколько не отменяет в Гусеве черт авантюриста, который не брезгует снимать драгоценности с костяков во взорванном марсианском доме и прямо говорит Лосю, что ему нужен документ о присоединении Марса к Советской республике. Гусев не творец новой жизни, а разрушитель, носитель бродильного начала анархии; революция — его жизненная стихия. Как и любовное наваждение Лося, революция Гусева эфемерна, она даёт единократный выплеск, победу Эроса над Логосом. Ни Лосю, ни Гусеву не дано остановить упадок марсианской цивилизации или схватить преходящее человеческое счастье. Впрочем, на Земле Лося достигает из космической бездны голос Аэлиты — «голос любви, вечности и тоски».

### Кинематограф и телевидение

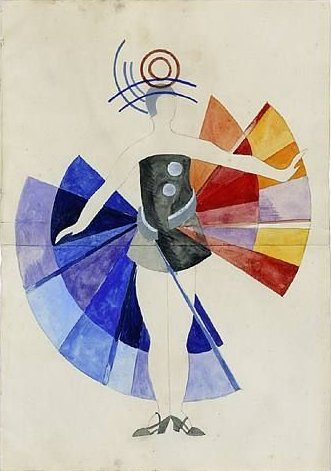
Александра Экстер. Эскиз костюма Аэлиты, 1924. Музей искусств университета Джорджии

## Адаптации и влияния